# Villemur-sur-Tarn
Pour les articles homonymes, voir Villemur.
Villemur-sur-Tarn (occitan : Vilamur de Tarn) est une commune française située dans le Sud-Ouest de la France, dans le nord-est du département de la Haute-Garonne, en région Occitanie. Elle est située au nord du département, dans l'aire d'attraction de Toulouse, aux frontières avec le Tarn et le Tarn-et-Garonne.
Sur le plan historique et culturel, la commune est dans le pays Montalbanais, un territoire aux confins des anciennes provinces du Rouergue, de la Guyenne et du Languedoc et correspondant à la partie méridionale du Bas Quercy. Exposée à un climat océanique altéré, elle est drainée par le Tarn, le ruisseau de Magnanac, le ruisseau de Sayrac, le Rieutort, le ruisseau de la vergnède, le ruisseau des Nauses et par divers autres petits cours d'eau.
Villemur-sur-Tarn est une commune rurale qui compte 6 235 habitants en 2022. Elle est dans l'unité urbaine de Villemur-sur-Tarn et fait partie de l'aire d'attraction de Toulouse.
La ville a une histoire étroitement liée avec la rivière qui la traverse, le Tarn. D'ailleurs, le centre-ville est construit autour de la rivière. Villemur est, plus tard, industrialisé, avec l'arrivée d'usines, qui emploient de nombreux villemuriens. La commune reçoit sa forme actuelle en 1907, après avoir cédé Villematier, et plus tôt La Magdelaine-sur-Tarn et Bondigoux. La ville possède un patrimoine très important, avec de nombreux monuments historiques, comme les Greniers du Roy ou la Tour de Défense.
Aujourd'hui, la commune connaît une croissance démographique très importante, liée à la périurbanisation et à l'influence de Toulouse. Villemur fait d'ailleurs partie, depuis 2010, de son aire urbaine. La ville s'urbanise d'ailleurs de plus en plus, avec la construction de nouveaux lotissements ou l'étalement du centre-ville.
Les habitants de Villemur sont appelés les Villemuriens.

## Géographie

### Localisation
Villemur-sur-Tarn se situe au nord-est de la Haute-Garonne, dans la région naturelle du Pays toulousain. Elle est distante, à vol d'oiseau, de 21 km de Montauban, de 30 km de Toulouse et de 560 km de Paris. Elle se situe à l'ouest du Languedoc, et à proximité directe du Quercy, situé au nord, à une dizaine de kilomètres.
Depuis 2010, Villemur fait partie de l'Aire d'attraction de Toulouse. La ville fait également partie du bassin de vie de Villemur-sur-Tarn et de la zone d'emploi de Toulouse.
La commune a une situation géographique stratégique : elle est située sur le Tarn, sur l'axe Montauban - Castres, et à proximité de l'axe Montauban - Toulouse. Elle est située à une centaine de kilomètres des Pyrénées, et à environ 200 km des côtes de la Méditerranée et de l'Océan Atlantique.

### Communes limitrophes
Villemur-sur-Tarn est limitrophe de douze autres communes dont quatre dans le département de Tarn-et-Garonne et une dans le département du Tarn.
Les communes limitrophes sont Varennes, Montvalen, Nohic, Verlhac-Tescou, Villebrumier, Bondigoux, Le Born, Bouloc, Fronton, Villaudric, Villematier et Villeneuve-lès-Bouloc.
| Villebrumier (Tarn-et-Garonne), Nohic (Tarn-et-Garonne) | Varennes (Tarn-et-Garonne) | Le Born, Verlhac-Tescou (Tarn-et-Garonne) |
| Fronton                                                 | Villemur-sur-Tarn          | Montvalen (Tarn)                          |
| Villaudric, Bouloc, Villeneuve-lès-Bouloc (sur 100 m)   | Villematier                | Bondigoux                                 |

### Géologie et relief
La superficie de la commune est de 4 657 hectares ce qui en fait la huitième plus grande superficie de la Haute-Garonne ; son altitude varie de 85  à   218 mètres.
La commune a un relief plutôt plat, particulièrement à l'ouest du Tarn, où il n'y a pratiquement aucun relief. À l'est de la rivière, par contre, le relief est plutôt important. Cela entraîne un dénivelé important dans certaines rues du centre-ville, ou certaines routes départementales traversant la commune. Il y a également de nombreux points de vue (permettant de voir l'ensemble de la ville, ainsi que les Pyrénées les jours de beau temps) depuis le haut de ces collines, accessibles par des routes ou par des chemins de randonnée.

### Hydrographie

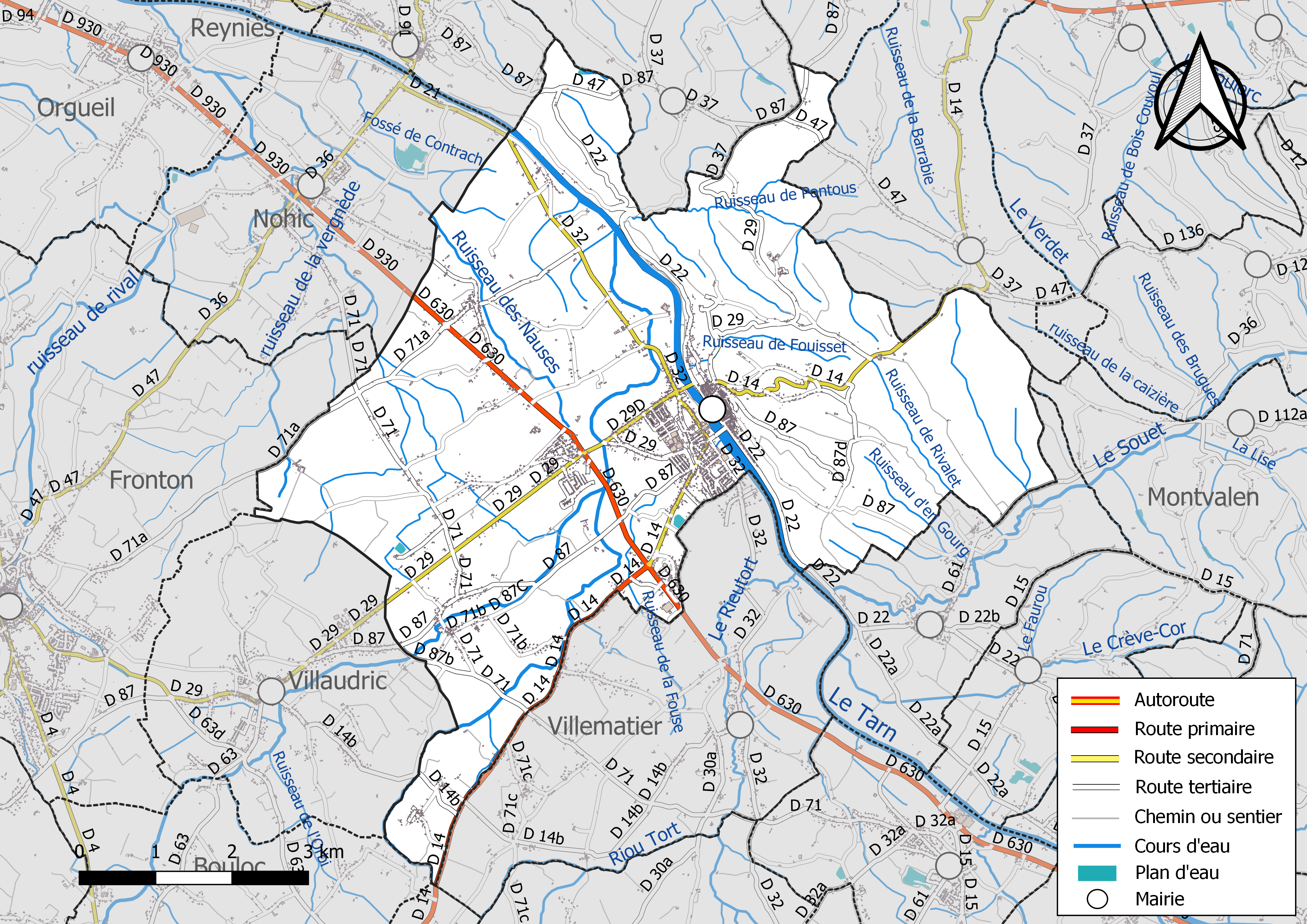
Réseaux hydrographique et routier de Villemur-sur-Tarn.

La commune est dans le bassin de la Garonne, au sein du bassin hydrographique Adour-Garonne. Elle est drainée par le Tarn, le ruisseau de Magnanac, le ruisseau de Sayrac, le Rieutort, le ruisseau de la vergnède, le ruisseau des Nauses, Fossé de Contrach, le ruisseau de Fouisset, le ruisseau de la Devèze, le ruisseau de la Fouse, le ruisseau de la Garosse, le ruisseau de la Génibrette, le ruisseau d'en Gourg, le ruisseau de Pissolle, et par divers petits cours d'eau, constituant un réseau hydrographique de 68 km de longueur totale,.
Le Tarn, d'une longueur totale de 380 km, prend sa source sur le mont Lozère, dans le nord de la commune du Pont de Montvert - Sud Mont Lozère en Lozère, et se jette dans la Garonne à Saint-Nicolas-de-la-Grave, en Tarn-et-Garonne.
Le ruisseau de Magnanac, d'une longueur totale de 11,8 km, prend sa source dans la commune de Bouloc et s'écoule vers le nord. Il se jette dans le Tarn sur le territoire communal, après avoir traversé 3 communes.
Le ruisseau de Sayrac, d'une longueur totale de 13,5 km, prend sa source dans la commune de Bouloc et s'écoule vers l'ouest puis se réoriente au nord-est. Il se jette dans le ruisseau de Magnanac sur le territoire communal, après avoir traversé 4 communes.

### Climat
Pour des articles plus généraux, voir Climat de l'Occitanie et Climat de la Haute-Garonne.
En 2010, le climat de la commune est de type climat du Bassin du Sud-Ouest, selon une étude s'appuyant sur une série de données couvrant la période 1971-2000. En 2020, Météo-France publie une typologie des climats de la France métropolitaine dans laquelle la commune est exposée à un climat océanique altéré et est dans la région climatique Aquitaine, Gascogne, caractérisée par une pluviométrie abondante au printemps, modérée en automne, un faible ensoleillement au printemps, un été chaud (19,5 °C), des vents faibles, des brouillards fréquents en automne et en hiver et des orages fréquents en été (15 à 20 jours).
Pour la période 1971-2000, la température annuelle moyenne est de 13,1 °C, avec une amplitude thermique annuelle de 15,7 °C. Le cumul annuel moyen de précipitations est de 756 mm, avec 9,9 jours de précipitations en janvier et 5,8 jours en juillet. Pour la période 1991-2020, la température moyenne annuelle observée sur la station météorologique la plus proche, située dans la commune de Blagnac à 27 km à vol d'oiseau, est de 14,2 °C et le cumul annuel moyen de précipitations est de 627,0 mm,. Pour l'avenir, les paramètres climatiques de la commune estimés pour 2050 selon différents scénarios d'émission de gaz à effet de serre sont consultables sur un site dédié publié par Météo-France en novembre 2022.

## Urbanisme

### Typologie
Au 1er janvier 2024, Villemur-sur-Tarn est catégorisée bourg rural, selon la nouvelle grille communale de densité à sept niveaux définie par l'Insee en 2022.
Elle appartient à l'unité urbaine de Villemur-sur-Tarn, une unité urbaine monocommunale constituant une ville isolée,. Par ailleurs la commune fait partie de l'aire d'attraction de Toulouse, dont elle est une commune de la couronne,. Cette aire, qui regroupe 527 communes, est catégorisée dans les aires de 700 000 habitants ou plus (hors Paris),.

### Occupation des sols

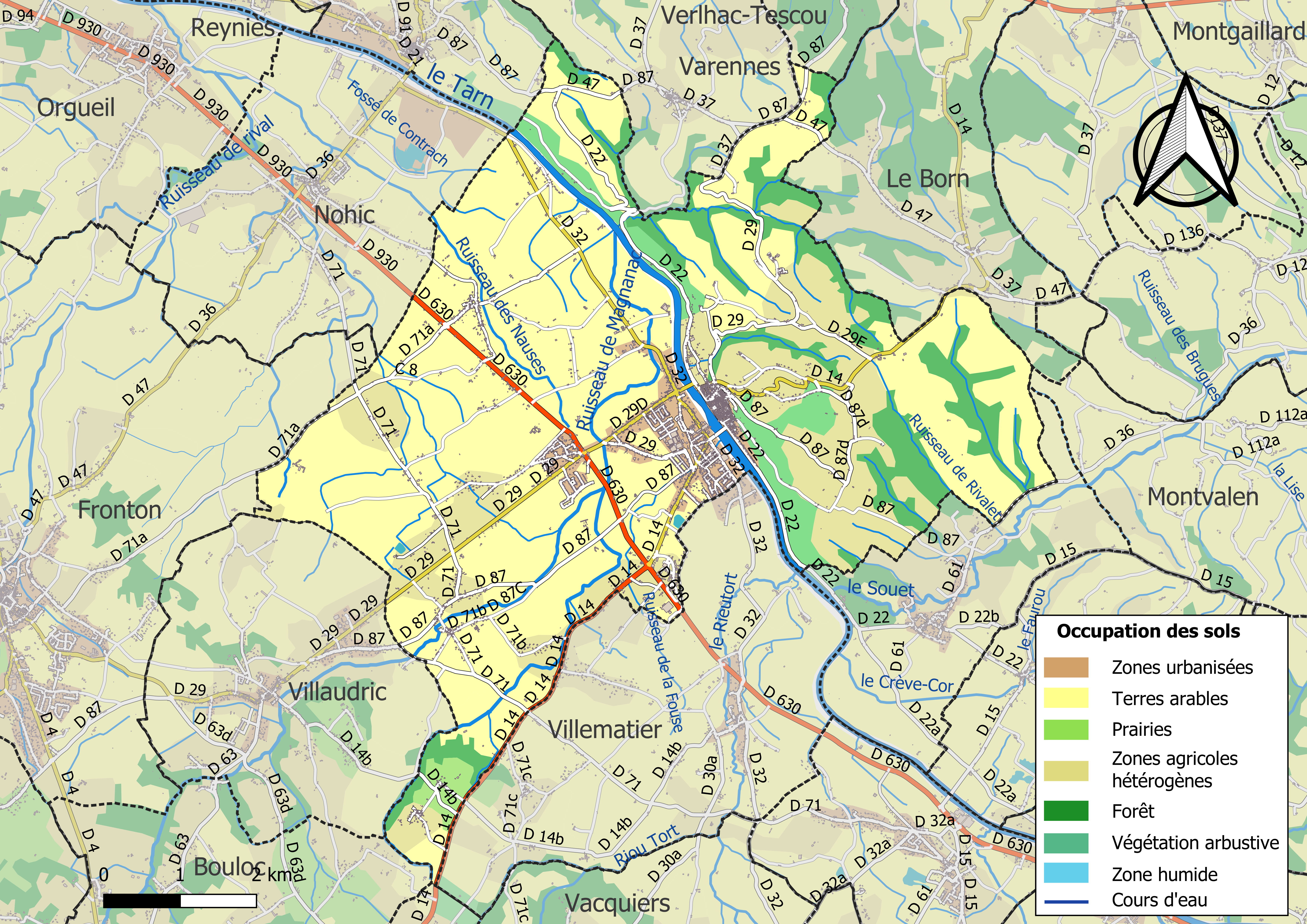
Carte des infrastructures et de l'occupation des sols de la commune en 2018 (CLC).

L'occupation des sols de la commune, telle qu'elle ressort de la base de données européenne d’occupation biophysique des sols Corine Land Cover (CLC), est marquée par l'importance des territoires agricoles (78,3 % en 2018), en diminution par rapport à 1990 (79,9 %). La répartition détaillée en 2018 est la suivante : 
terres arables (56,3 %), zones agricoles hétérogènes (19,7 %), forêts (11,3 %), zones urbanisées (5,6 %), milieux à végétation arbustive et/ou herbacée (2,6 %), eaux continentales (1,6 %), cultures permanentes (1,4 %), prairies (1 %), zones industrielles ou commerciales et réseaux de communication (0,5 %). L'évolution de l’occupation des sols de la commune et de ses infrastructures peut être observée sur les différentes représentations cartographiques du territoire : la carte de Cassini (XVIIIe siècle), la carte d'état-major (1820-1866) et les cartes ou photos aériennes de l'IGN pour la période actuelle (1950 à aujourd'hui).

### Morphologie urbaine
L'essentiel des activités commerciales ainsi que la majorité des logements sont situés dans le centre-vile de la commune, le long du Tarn, au centre du territoire communal. Par ailleurs, ce centre-ville s'étend de plus en plus, avec l'aménagement de nouveaux lotissements aux extrémités de celui-ci, particulièrement au sud. On compte également quelques hameaux où se regroupent des logements, comme Le Terme, Sayrac, Magnanac, Les Filhols, Les Millets ou encore Entourettes. En dehors du centre-ville, il n'y a que très peu d'activités commerciales ou économiques, si ce n'est dans la zone d'activité de Pechnauquié, où se regroupent de nombreuses et diverses activités.

### Lieux-dits ou hameaux
Magnanac, Pechnauquié, Sayrac, La Maillague, Bruxelles, Le Terme, Sainte-Rafine, les filhols...

### Logement
En 2014, le nombre total de logements dans la commune était de 3054, alors qu'il était de 2820 en 2009.
Parmi ces logements, 85,7 % étaient des résidences principales, 1,2 % des résidences secondaires et 13,1 % des logements vacants. Ces logements étaient pour 73,4 % d'entre eux des maisons individuelles et pour 25,5 % des appartements.
La proportion des résidences principales, propriétés de leurs occupants était de 61,7 %, en très légère hausse par rapport à 2009 (60,6 %). La part de logements HLM loués vides était de 7,5 % en 2014, également en très légère hausse par rapport à 2009 (6,9 %).
Les bâtiments du centre-ville sont principalement faits de briques rouges. On trouve également 2 maisons à colombages en centre-ville. En dehors de l'hypercentre, ce sont principalement des maisons ou immeubles récents, ou alors de vieilles fermes rénovées ou abandonnées.

### Projets d'aménagements
En 2018, il est prévu la démolition partielle de l'ancienne usine Brusson, afin de limiter les risques liés à sa détérioration, mais aussi dans l'objectif de futurs projets. Le Plan Local d'Urbanisme de Villemur évoque également la création de lotissements à proximité de la RD630, sur la portion située entre Pechnauquié et Magnanac, où se situe actuellement la crèche.

### Voies de communication et transports
Ce tableau donne une idée sur la situation géographique de Villemur-sur-Tarn par rapport aux villes à proximité, mais aussi par rapport aux grandes villes françaises et à Barcelone. 
| Destination   | Voie routière   | Distance | Temps de parcours automobile (sans pause) | Distance à vol d'oiseau |
| ------------- | --------------- | -------- | ----------------------------------------- | ----------------------- |
| Fronton       | D29             | 12 km    | 17 minutes                                | 9,5 km                  |
| Saint-Sulpice | D630            | 21 km    | 25 minutes                                |                         |
| Grenade       | D29             | 23 km    | 28 minutes                                | 20,5 km                 |
| Montauban     | D630 - A20      | 26 km    | 30 minutes                                | 21 km                   |
| Toulouse      | D14 - A62       | 38 km    | 45 minutes                                | 30 km                   |
| Albi          | D630 - A68      | 70 km    | 50 minutes                                | 51 km                   |
| Bordeaux      | A62             | 225 km   | 2 h 20                                    | 200 km                  |
| Montpellier   | A62 - A61 - A9  | 275 km   | 2 h 50                                    | 190 km                  |
| Marseille     | A61 - A9        | 450 km   | 4 h 15                                    | 320 km                  |
| Barcelone     | A61 - A9 - AP-7 | 450 km   | 4 h 15                                    |                         |
| Lyon          | A20 - A89       | 525 km   | 4 h 45                                    | 340 km                  |
| Paris         | A20 - A71 - A10 | 650 km   | 6 h 30                                    | 560 km                  |

#### Voies de communication
La commune est traversée, d'est en ouest, par la RD630 (ancienne route nationale 630), qui relie officiellement Villemur à Lavaur, même si le parcours de la route relie Montauban à Castres, sous d'autres noms. La route passe à proximité directe du centre-ville, au niveau des lieux-dits Le Terme, Magnanac et Pechnauquié. Elle permet notamment d'accéder aux communes de Labastide-Saint-Pierre, Bessières, Buzet-sur-Tarn ou encore Saint-Sulpice-la-Pointe. La commune est également traversée, du nord au sud cette fois, par la route départementale 14, qui relie Le Born (au nord de Villemur) à Saint-Alban (au nord de Toulouse). D'autres routes moins importantes passent par la commune, comme la route départementale 29 (reliant Villemur à Laréole, Grenade et Fronton), la route départementale 87 (reliant le centre-ville à Castelnau-d'Estretefonds en passant par Sayrac et Villaudric) et la route départementale 71 (qui passe également par Sayrac, et qui relie Nohic à La Magdelaine-sur-Tarn).
Pour des trajets plus longs, la commune est située à proximité de l'autoroute A20, reliant Montauban à Vierzon, à partir de la sortie no 68 (Verdun-sur-Garonne), de l'autoroute A62, reliant Toulouse à Bordeaux, à partir de la sortie no 10.1 (Eurocentre) ou l'autoroute A68, reliant Toulouse à Albi, à partir de la sortie no 4 (Bessières).

#### Transports
La gare la plus proche est la gare de Castelnau-d'Estretefonds, située à 18 km, sur la ligne de Bordeaux à Sète. Auparavant, l'ancienne ligne de Montauban-Ville-Bourbon à La Crémade, qui passait dans la commune via la gare de Villemur, permettait de rejoindre rapidement Montauban ou Toulouse, desserte aujourd'hui reprise par une ligne d'autocar régionale (ligne 717 du réseau liO).
La commune est traversée par plusieurs lignes du réseau liO, dont certaines du réseau Arc-en-Ciel de Haute-Garonne. Il s'agit du seul moyen de transport alternatif à la voiture desservant Villemur-sur-Tarn. L'arrêt de la Place Saint-Jean, situé en centre-ville de Villemur-sur-Tarn, est le terminus de quatre lignes d'autocars quotidiennement, permettant un accès important à la métropole toulousaine et aux communes situées au nord de celle-ci, allant jusqu'à un bus toutes les 15 minutes à l'hyperpointe.
La ligne Hop!301 du réseau Arc-en-Ciel est une ligne express qui permet de rejoindre Toulouse à la station de métro de Borderouge depuis Villemur en seulement 50 minutes du lundi au vendredi en heures de pointe, et compte un arrêt en centre-ville, à la place Saint-Jean, et un autre à Magnanac. La ligne express dessert également le lycée de Fronton, la zone Eurocentre et des communes du Frontonnais.
La ligne 351 du même réseau permet également de rejoindre Toulouse (gare routière) au départ du centre-ville, mais sur un parcours plus long (environ 1h05) puisqu'elle va jusqu'au centre de Toulouse, et une amplitude horaire plus large, englobant aussi les heures creuses, le samedi, le dimanche et les jours fériés. La ligne 352 relie également Villemur à la gare routière de Toulouse, via des villages différents de la ligne 351 tels que Cépet ou Vacquiers, en environ 1h15. La ligne 355 complète l'accès vers Toulouse depuis la ville, en empruntant un itinéraire desservant Bessières et Montastruc-la-Conseillère entre autres vers le métro Borderouge ou la gare routière de Toulouse, en environ 1h à 1h10 de trajet.
D'autres lignes d'autocars traversent Villemur-sur-Tarn sans pour autant mener vers la métropole toulousaine, comme la ligne 375, reliant le lycée de Fronton à Buzet-sur-Tarn, sur une amplitude horaire limitée aux heures de pointe. La ligne 717 du réseau régional liO, ouverte en septembre 2018, relie Montauban à Saint-Sulpice-la-Pointe, en desservant les abords du centre de la ville sans desservir la place Saint-Jean, et permet de rejoindre Montauban en 30 minutes et Saint-Sulpice-la-Pointe en 25 minutes.
Ces lignes d'autocars ne circulent cependant qu'en journée : il n'existe aucun service entre 20h30 et 6h, et le service le week-end et les jours feriés est très fortement réduit, se résumant à seulement quelques allers-retours par jour, voire uniquement deux le dimanche.
Enfin, pour des transports à l'échelle internationale, l'aéroport le plus proche est l'aéroport de Toulouse-Blagnac, situé à 43 km de Villemur.

### Risques naturels et technologiques
Villemur est concerné par un risque important d'inondations : de nombreuses crues meurtrières ont été dénombrés à Villemur. L'ensemble du centre-ville est concerné par ce risque, jusqu'à Magnanac, à l'ouest du centre. Deux installations industrielles, classées non Seveso, sont présentes dans la commune.
La commune est concernée par un risque de mouvements de terrain et de séismes de 1/5 (risque très faible). Par contre, toute la zone située sur la rive droite du Tarn est concernée par un risque moyen de retrait-gonflements des sols argileux, ce qui peut créer des dommages sur les bâtiments communaux.
Villemur est à une cinquantaine de kilomètres de la centrale nucléaire de Golfech, ce qui peut représenter un risque.

## Toponymie
Le nom de la ville provient de l'occitan Vilamur : vila, village et mur, mur d'enceinte. Le suffixe "sur Tarn" est un ajout récent (1921).

## Histoire

### Les fortifications
La cité de Villemur-sur-Tarn a été fondée il y a plus de mille ans sur un site favorable à la défense. Elle est si remarquablement aménagée que cette place forte partage, avec le Mont-Saint-Michel, l'honneur de n'avoir jamais été prise, notamment par les Anglais qui, à l'époque de la guerre de Cent Ans, occupaient tout l'ouest et le sud-ouest de la France.
Tout d'abord, ses défenses naturelles étaient constituées par le large fossé de la rivière et par deux ravins qui s'ouvraient sur la rive droite. Ces fossés au profil en V étaient quasi infranchissables pour un agresseur éventuel : le fossé Notre Dame, toujours visible aujourd'hui et qu'enjambe une voûte de briques, puis le ravin de Bifranc, comblé après l'inondation de 1930.
Le duc de Joyeuse, ligueur, y met le siège en 1592,. Mais le sire de Rastignac et une troupe d'Auvergnats fidèles au roi Henri IV le repousse : ses troupes espagnoles sont jetées à la rivière, et lui est tué

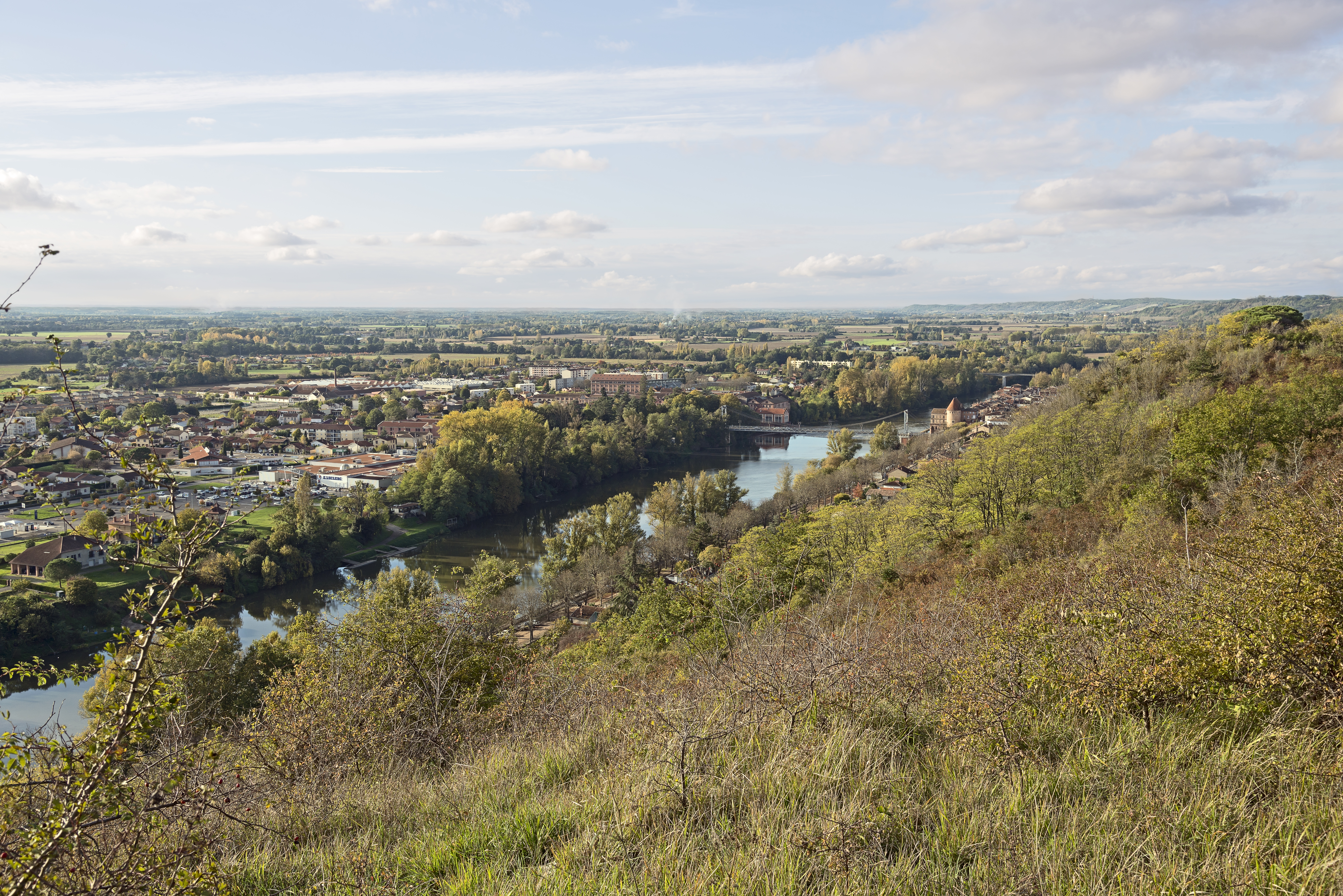
Le Tarn à Villemur.
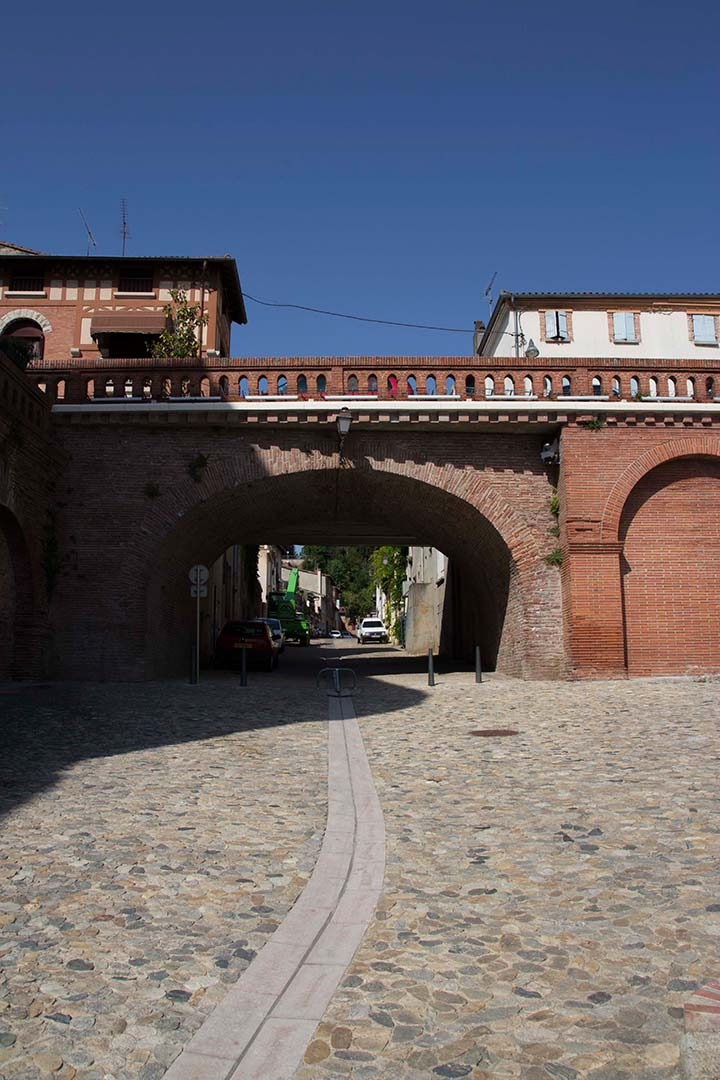
Fossé Notre-Dame.

### Les églises
Une église Saint-Jean, mentionnée en 1124, est donnée à l’abbaye de Moissac entre 1115 et 1130 par le seigneur de Villemur. La chronique d’Aymeric de Payrac, abbé de Moissac de 1377 à 1406, mentionne que cette église appartient à l'évêque de Montauban. Couvrant le faubourg Saint-Jean et sa campagne environnante, elle était vraisemblablement située dans le quartier Saint-Jean, près du cimetière et proche du port-bas. Le chapitre cathédral de Montauban y est transféré en 1562. Les guerres civiles et religieuses démolissent cette église, qui n'est pas reconstruite. En 1673 elle est signalée comme étant en ruine, et son service est transféré à l’église Saint-Michel, l'autre église de la ville.

#### L'église Saint-Michel de Villemur-sur-Tarn
Cette église a également été donnée, en 1124 ou 1125, à l'abbaye Saint-Théodard de Montauban par Pons et Pierre Rames. Un prieuré était associé à l'église, puisqu'il est donné par Pierre Bermond, abbé de Montauban, à l'abbaye de la Chaise-Dieu en 1260. Philippe le Hardi hérite du comté de Toulouse en 1271, et donc également de la seigneurie de Villemur : c'est l'occasion pour l'église Saint-Michel d'être en décembre 1271 le cadre de l'hommage rendu à Philippe par ses barons et seigneurs.
En 1382, l’église Saint-Michel est reconstruite dans le style gothique toulousain, en brique. Elle est de nouveau reconstruite en 1673 à la suite des guerres de religion. Fieuzet, curé et doyen de la paroisse, souhaite la faire reconstruire à neuf dès 1834 : il la trouve mal sécurisée pour ses usagers et d'une architecture indifférente. Son vœu est en voie d'être exaucé en 1859 par l’architecte Jacques-Jean Esquié. La nouvelle église est bénite le 2 juin 1859, à l'Ascension, par l'archevêque de Toulouse Jean-Marie Mioland, même s'il manque encore voûtes, clocher et ornementation. Les peintures du chœur sont réalisées en 1862 par le peintre toulousain Bernard Bénézet. L'abside reçoit ainsi un Combat des bons et des mauvais anges et Création de l’homme ; l’hémicycle, des Béatitudes, Chute du paganisme, Établissement du christianisme et Sermon sur la montagne. L'ébéniste Gourdou orne le tour du chœur d'un beau lambris, et l’ancienne abbaye de Grandselve — détruite pendant la Révolution — fournit les stalles sculptées qui s’y appuient. La nouvelle église Saint-Michel est consacrée le 3 novembre 1863 par l'archevêque de Toulouse Julien-Florian-Félix Desprez. En 1885, elle reçoit sa nouvelle chaire, taillée dans la pierre par Laporte et sculptée par Maurette. Le clocher est achevé en 1876. Il abrite Germaine, Monseigneur et Alain-Marie, ses trois cloches. Xavier Darasse inaugure le 18 juin 1961 les nouvelles orgues installées en 1960 par la diligence de Maurice Puget. L'église est dédiée à saint Michel.

Vues de l’église Saint-Michel
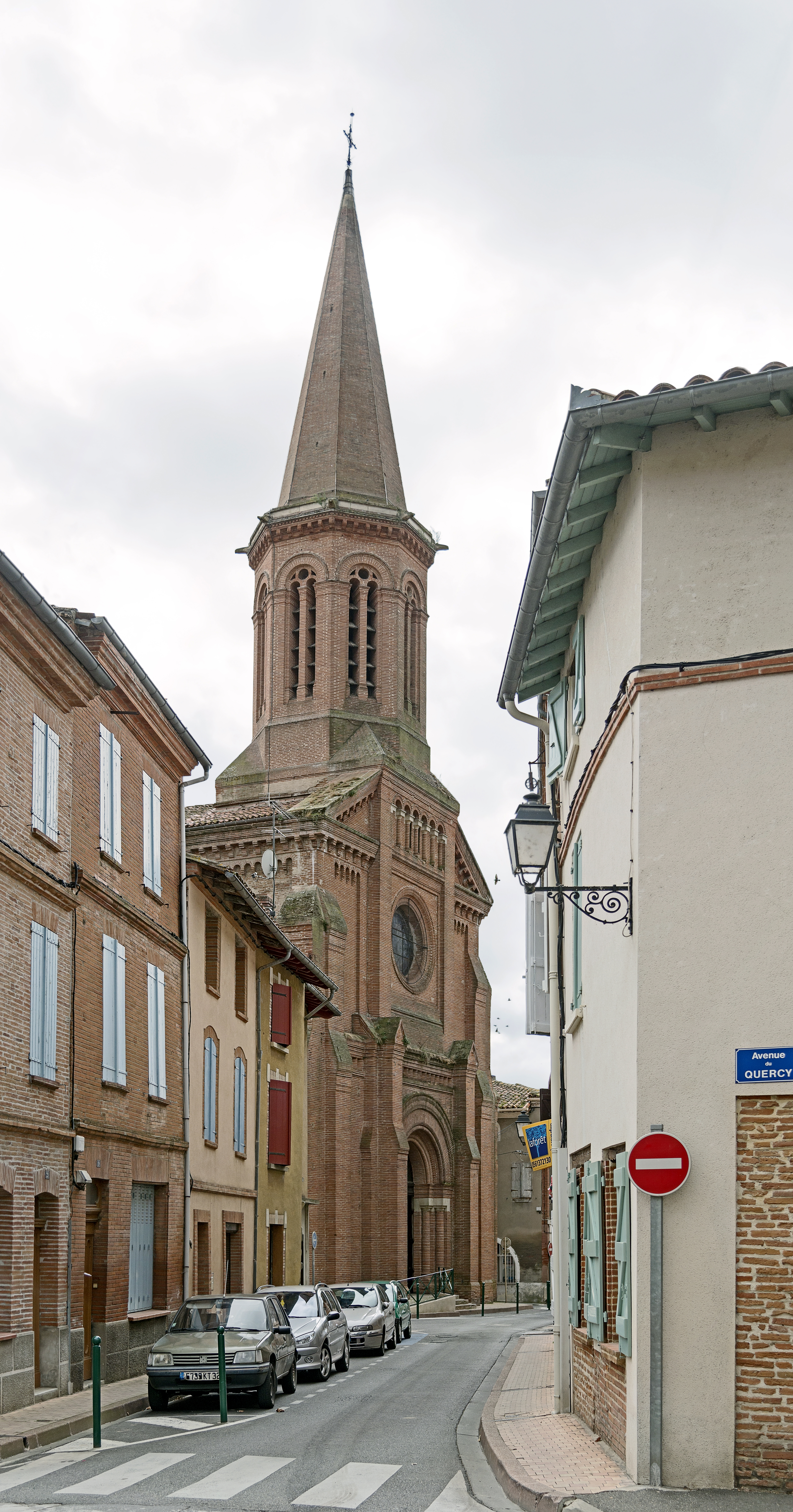
La façade et le clocher.
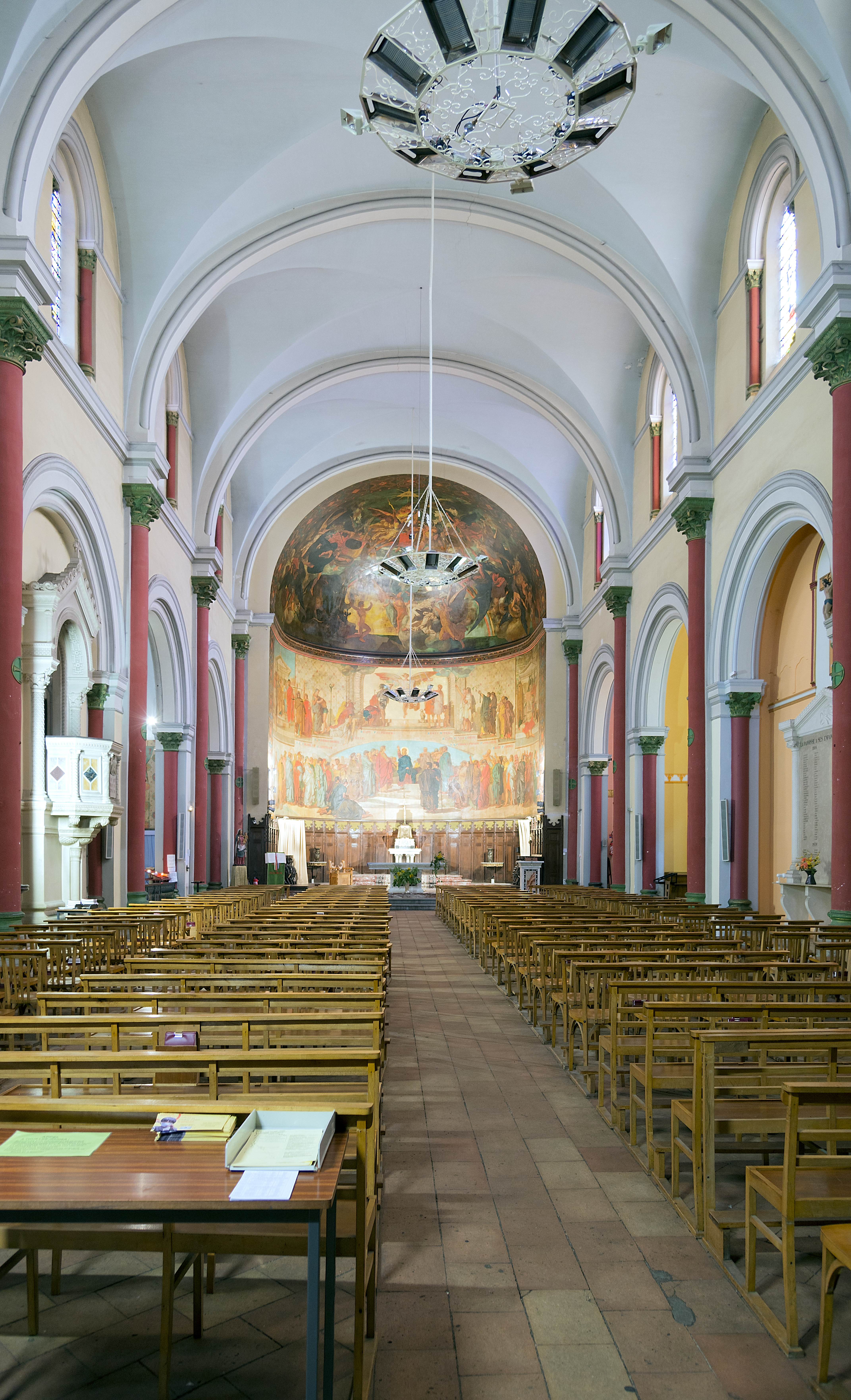
La nef.
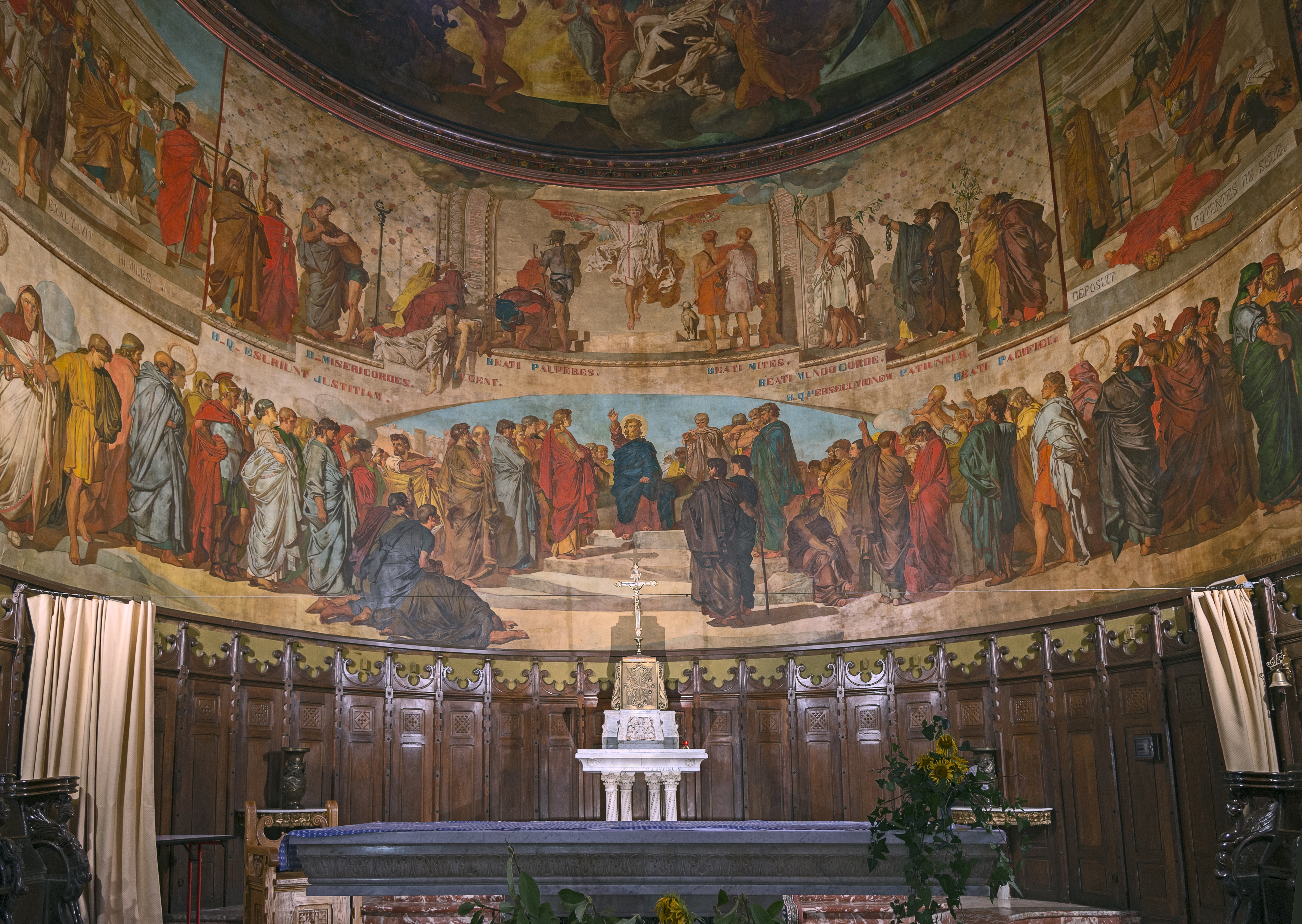
Bernard Bénézet, Béatitudes, Chute du paganisme, Établissement du christianisme et Sermon sur la montagne (1862), peintures de l’hémicycle.
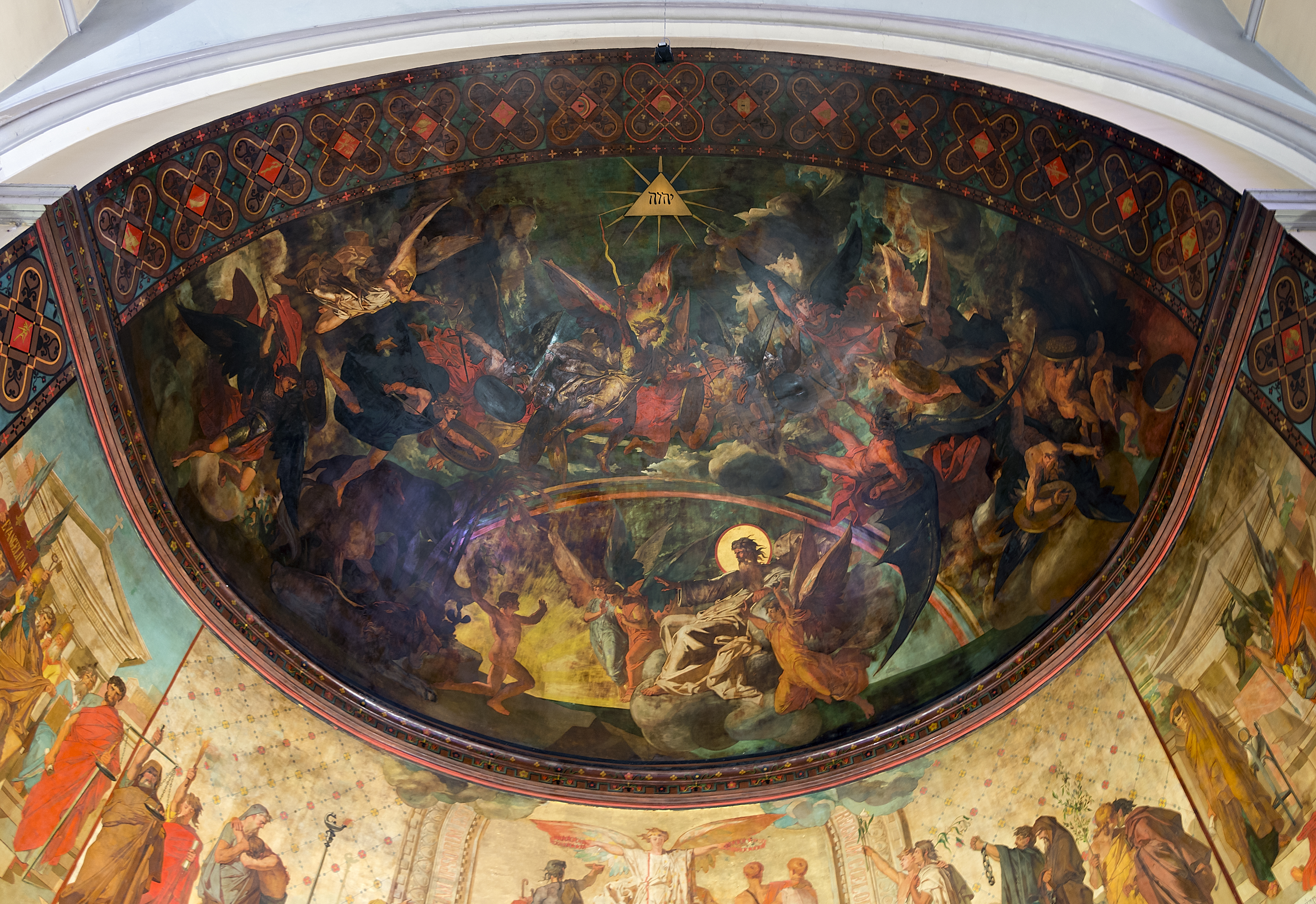
Bernard Bénézet, Combat des bons et des mauvais anges et Création de l’homme (1862), plafond de l'abside.

#### Les églises de Magnanac, Sayrac et Le Terme
Ces trois hameaux rattachés à Villemur-sur-Tarn ont chacun une église. Celle de Sayrac possède un clocher-mur, avec sept cloches.
- L'église Sainte-Foy de Sayrac.
- L'église Saint-Étienne du Terme.
- L'église Saint-Pierre de Magnanac.

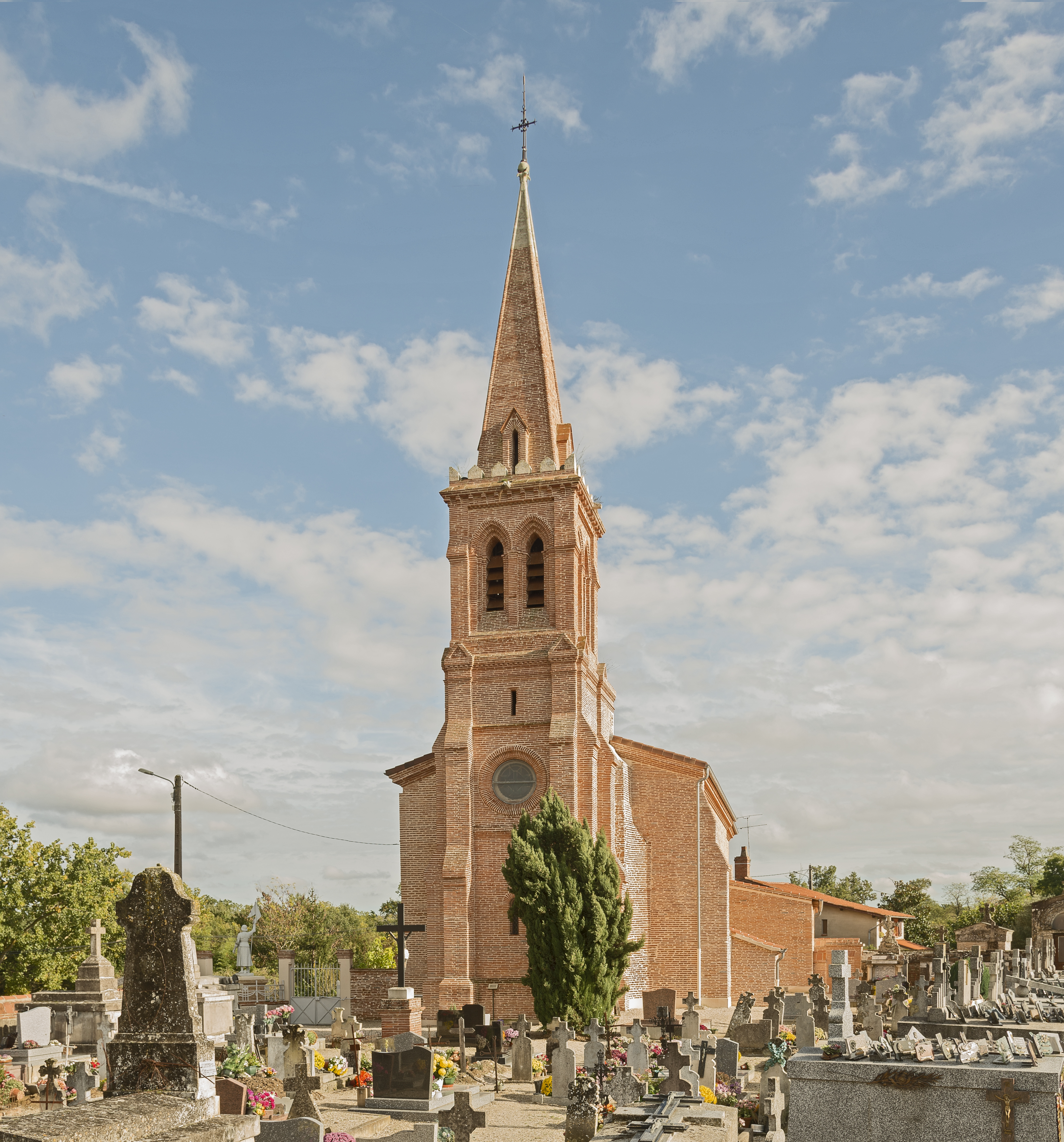
L'église de Magnanac.
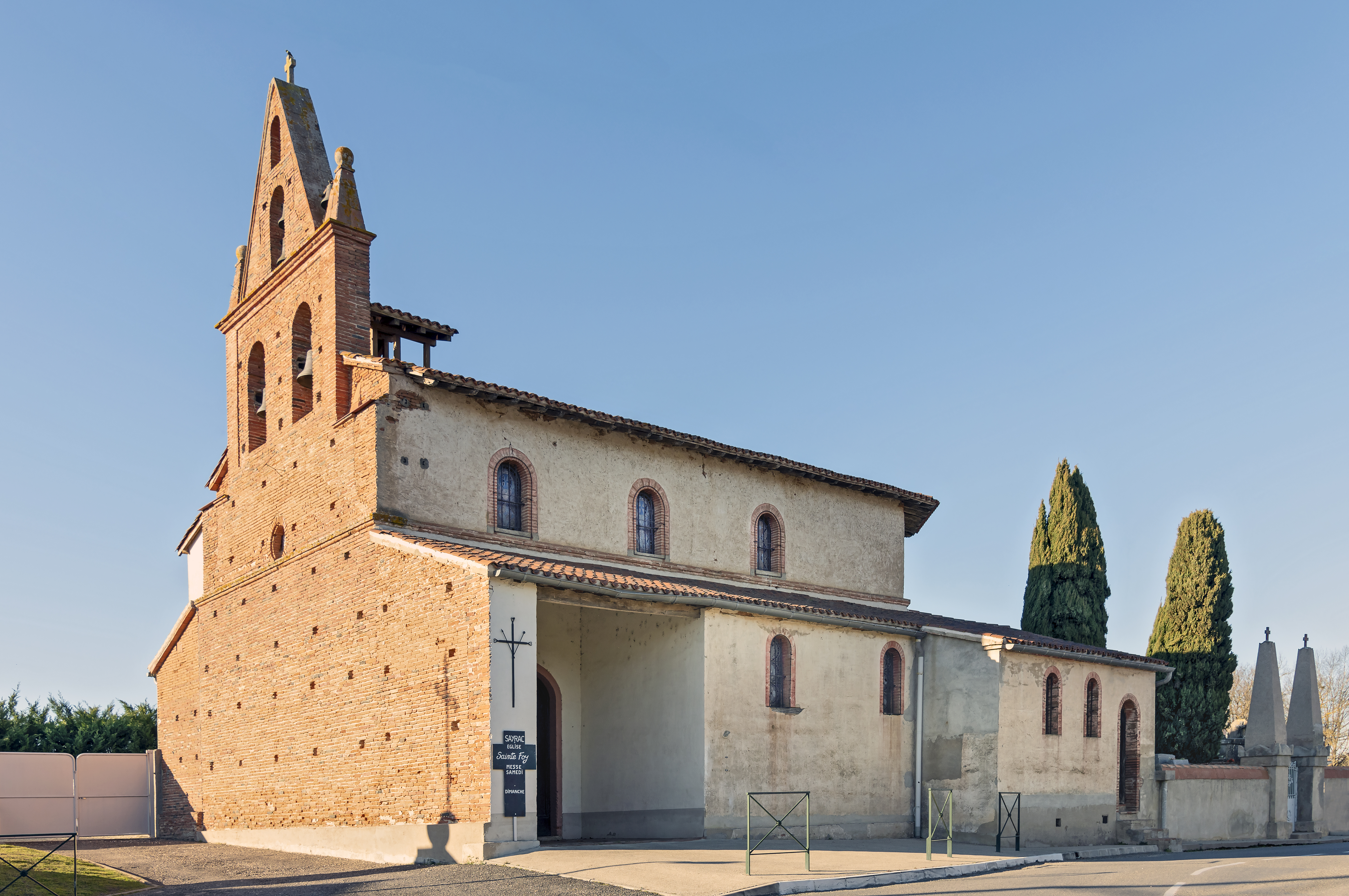
L'église Sainte-Foy de Sayrac.

### Le territoire communal
Le territoire de la commune a de très nombreuses fois changé. En 1806, la commune absorbe de nombreux hameaux des environs, dont certains font encore aujourd'hui partie de la commune, comme Les Filhols, Magnanac, Sayrac, Le Terme ou encore Saint-Scariette. En cette même année, Villemur absorbe également des communes détachées ultérieurement, comme Bondigoux (détachée en 1869), La-Magdelaine-sur-Tarn (détachée en 1882) et enfin Villematier (en 1907).

### Période cathare
Le pays de Villemur a eu une période cathare du XIIe au XIIIe siècle, durant laquelle une centaine de parfaits a été dénombrée.

### Crue du3 mars 1930
En mars 1930 a eu lieu une des crues les plus meurtrières du XXe siècle en France, les inondations de mars 1930 du Tarn. Cette crue extrêmement meurtrière, notamment dans le Tarn-et-Garonne, tua  six personnes à Villemur-sur-Tarn, et engloutit la ville sous les eaux.
La crue a marqué la ville. De nombreuses plaques commémoratives, montrant jusqu'où les eaux du Tarn sont montées lors de cette crue, sont présentes dans le centre-ville.

## Politique et administration

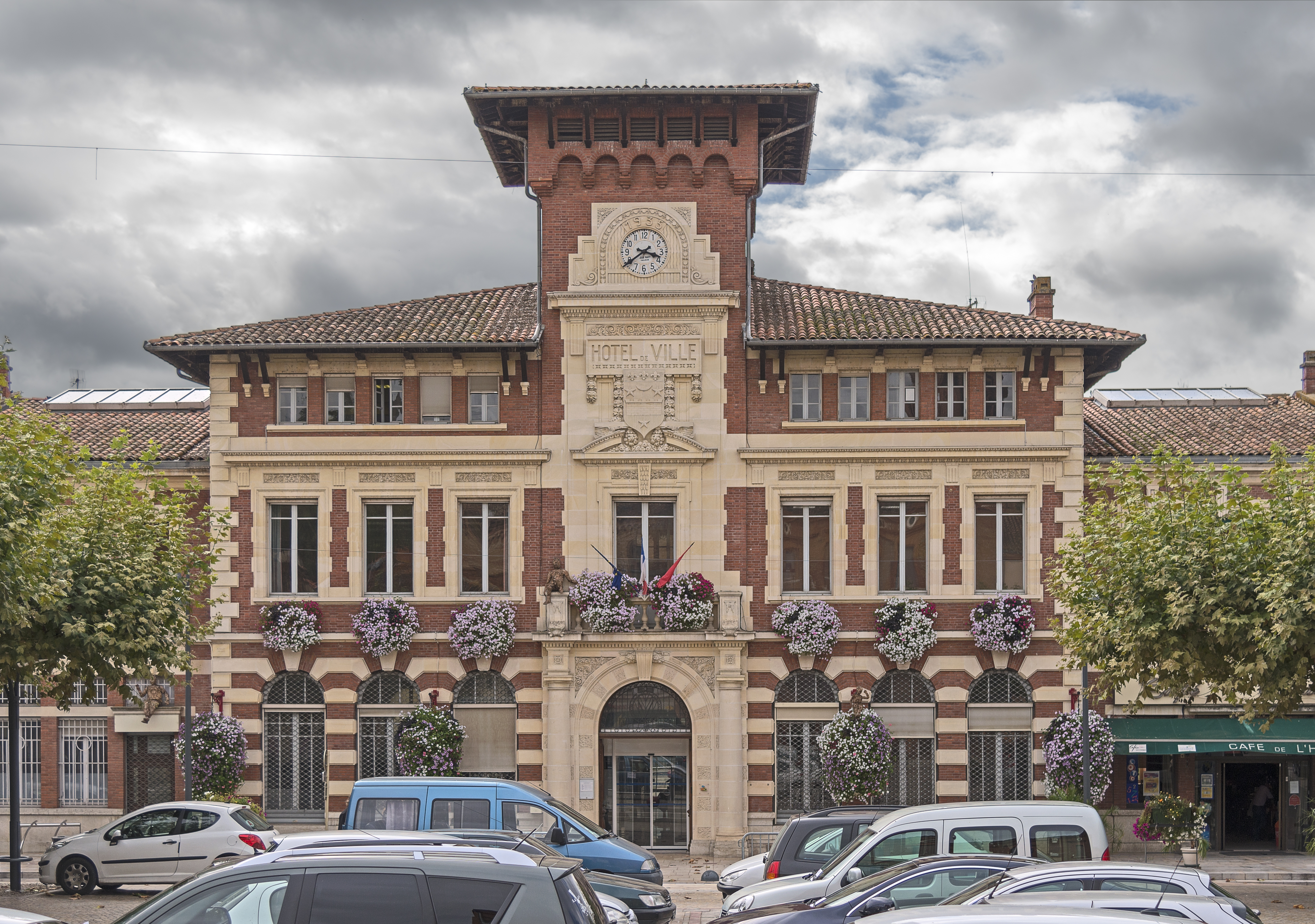
L'hôtel de ville : façade sur la place.
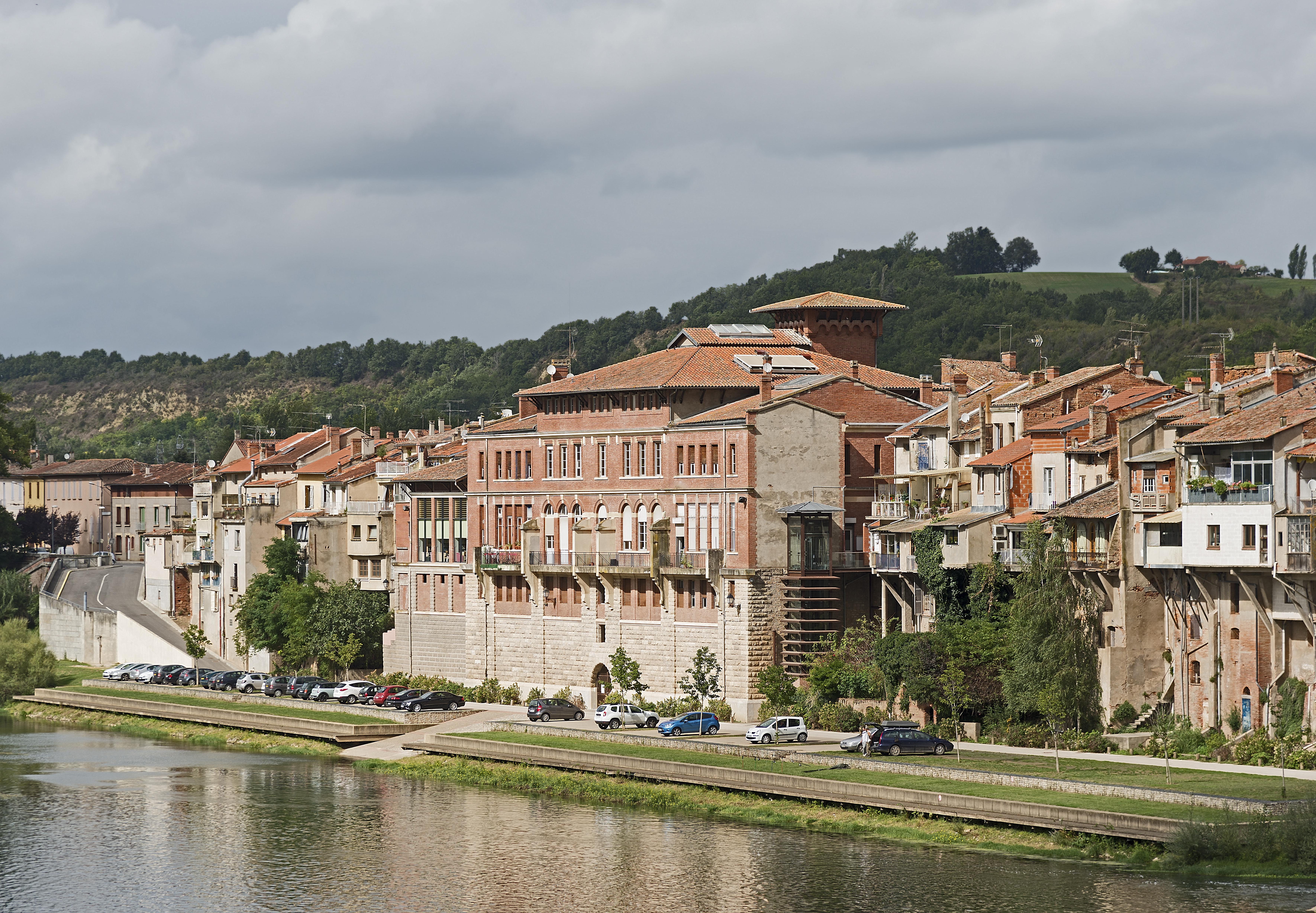
Façade sur le Tarn.
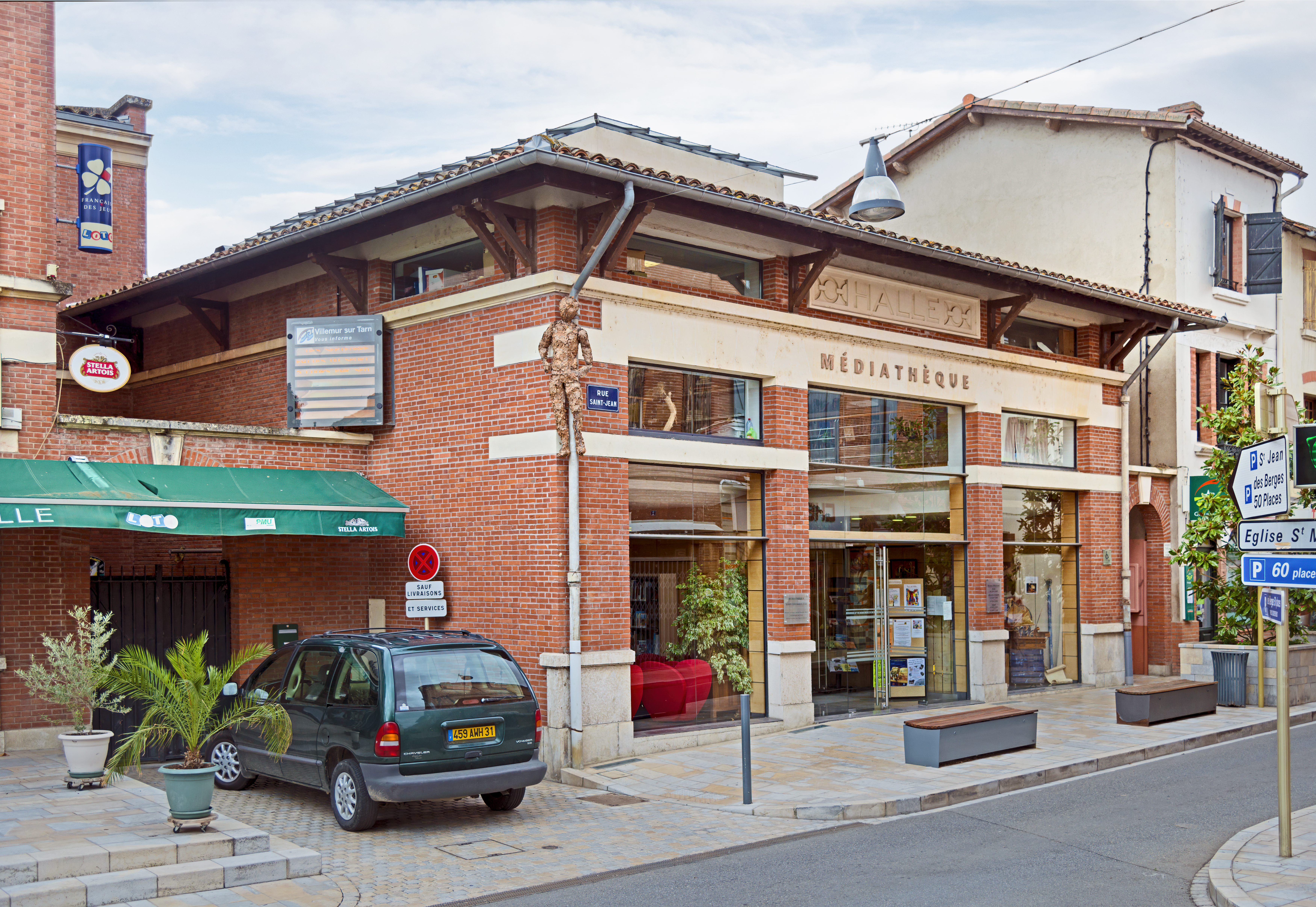
La médiathèque dans l'ancienne halle.

### Tendances politiques et résultats
La ville de Villemur-sur-Tarn est une ville avec une sensibilité de gauche, malgré l'élection en 2014 d'un maire UDI. Jusque-là, les maires successifs étaient issus de la gauche ou du centre. Cependant, ces dernières années, on remarque une hausse dans la commune des voix en faveur de l'extrême-droite, qui s'est confirmée lors de la présidentielle de 2017.
| Élections présidentielles, résultats des deuxièmes tours.                                          | Élections présidentielles, résultats des deuxièmes tours. | Élections présidentielles, résultats des deuxièmes tours. | Élections présidentielles, résultats des deuxièmes tours. | Élections présidentielles, résultats des deuxièmes tours. | Élections présidentielles, résultats des deuxièmes tours. | Élections présidentielles, résultats des deuxièmes tours. | Élections présidentielles, résultats des deuxièmes tours. |
| Année                                                                                              | Élu                                                       | Élu                                                       | Élu                                                       | Battu                                                     | Battu                                                     | Battu                                                     | Participation                                             |
| -------------------------------------------------------------------------------------------------- | --------------------------------------------------------- | --------------------------------------------------------- | --------------------------------------------------------- | --------------------------------------------------------- | --------------------------------------------------------- | --------------------------------------------------------- | --------------------------------------------------------- |
| 2002                                                                                               | 77,32 %                                                   | Jacques Chirac                                            | RPR                                                       | 22,68 %                                                   | Jean-Marie Le Pen                                         | FN                                                        | 81,98 %                                                   |
| 2007                                                                                               | 53,04 %                                                   | Nicolas Sarkozy                                           | UMP                                                       | 46,96 %                                                   | Ségolène Royal                                            | PS                                                        | 83,10 %                                                   |
| 2012                                                                                               | 53,82 %                                                   | François Hollande                                         | PS                                                        | 46,18 %                                                   | Nicolas Sarkozy                                           | UMP                                                       | 80,09 %                                                   |
| 2017                                                                                               | 56,56 %                                                   | Emmanuel Macron                                           | EM                                                        | 43,44 %                                                   | Marine Le Pen                                             | FN                                                        | 74,86 %                                                   |
| 2022                                                                                               | %                                                         | Emmanuel Macron                                           | LREM                                                      | %                                                         | Marine Le Pen                                             | RN                                                        | %                                                         |
| Élections législatives, résultats des deux meilleurs scores du dernier tour de scrutin.            |                                                           |                                                           |                                                           |                                                           |                                                           |                                                           |                                                           |
| Année                                                                                              | Élu                                                       | Élu                                                       | Élu                                                       | Battu                                                     | Battu                                                     | Battu                                                     | Participation                                             |
| Villemur-sur-Tarn est répartie sur plusieurs circonscriptions, cf. les résultats des .             |                                                           |                                                           |                                                           |                                                           |                                                           |                                                           |                                                           |
| Avant 2010, Villemur-sur-Tarn est répartie sur plusieurs circonscriptions, cf. les résultats des . |                                                           |                                                           |                                                           |                                                           |                                                           |                                                           |                                                           |
| 2002                                                                                               | 51,78 %                                                   | Gérard Bapt                                               | PS                                                        | 48,22 %                                                   | Danièle Damin                                             | UMP                                                       | 65,70 %                                                   |
| 2007                                                                                               | 50,78 %                                                   | Gérard Bapt                                               | PS                                                        | 49,22 %                                                   | Danièle Damin                                             | UMP                                                       | 62,92 %                                                   |
| Après 2010, Villemur-sur-Tarn est répartie sur plusieurs circonscriptions, cf. les résultats de .  |                                                           |                                                           |                                                           |                                                           |                                                           |                                                           |                                                           |
| 2012                                                                                               | 60,24 %                                                   | Françoise Imbert                                          | PS                                                        | 39,76 %                                                   | Grégoire Carneiro                                         | UMP                                                       | 56,00 %                                                   |
| 2017                                                                                               | 58,43 %                                                   | Jean-François Portarrieu                                  | LREM                                                      | 41,57 %                                                   | Julien Leonardelli                                        | FN                                                        | 46,11 %                                                   |
| 2022                                                                                               | %                                                         |                                                           |                                                           | %                                                         |                                                           |                                                           | %                                                         |
| 2024                                                                                               | %                                                         |                                                           |                                                           | %                                                         |                                                           |                                                           | %                                                         |
| Élections européennes, résultats des deux meilleurs scores.                                        |                                                           |                                                           |                                                           |                                                           |                                                           |                                                           |                                                           |
| Année                                                                                              | Liste 1re                                                 | Liste 1re                                                 | Liste 1re                                                 | Liste 2e                                                  | Liste 2e                                                  | Liste 2e                                                  | Participation                                             |
| 2004                                                                                               | 31,66 %                                                   | Abdelkader Arif                                           | PS                                                        | 14,88 %                                                   | Alain Lamassoure                                          | UMP                                                       | 44,99 %                                                   |
| 2009                                                                                               | 30,40 %                                                   | Dominique Baudis                                          | UMP                                                       | 18,13 %                                                   | Kader Arif                                                | PS                                                        | 42,33 %                                                   |
| 2014                                                                                               | 31,05 %                                                   | Louis Aliot                                               | FN                                                        | 17,26 %                                                   | Michèle Alliot-Marie                                      | UMP                                                       | 45,21 %                                                   |
| 2019                                                                                               | 30,24 %                                                   | Jordan Bardella                                           | RN                                                        | 18,80 %                                                   | Nathalie Loiseau                                          | LREM                                                      | 54,29 %                                                   |
| 2024                                                                                               | %                                                         |                                                           |                                                           | %                                                         |                                                           |                                                           | %                                                         |
| Élections régionales, résultats des deux meilleurs scores.                                         |                                                           |                                                           |                                                           |                                                           |                                                           |                                                           |                                                           |
| Année                                                                                              | Liste 1re                                                 | Liste 1re                                                 | Liste 1re                                                 | Liste 2e                                                  | Liste 2e                                                  | Liste 2e                                                  | Participation                                             |
| 2004                                                                                               | 50,44 %                                                   | Martin Malvy                                              | PS                                                        | 33,15 %                                                   | Jacques Godfrain                                          | UMP                                                       | 63,97 %                                                   |
| 2010                                                                                               | 67,38 %                                                   | Martin Malvy                                              | PS                                                        | 32,62 %                                                   | Brigitte Barèges                                          | UMP                                                       | 48,44 %                                                   |
| 2015                                                                                               | 41,12 %                                                   | Carole Delga                                              | PS                                                        | 36,37 %                                                   | Louis Aliot                                               | FN                                                        | 59,47 %                                                   |
| 2021                                                                                               | %                                                         |                                                           |                                                           | %                                                         |                                                           |                                                           | %                                                         |
| Élections cantonales, résultats des deux meilleurs scores du dernier tour de scrutin.              |                                                           |                                                           |                                                           |                                                           |                                                           |                                                           |                                                           |
| Année                                                                                              | Élu                                                       | Élu                                                       | Élu                                                       | Battu                                                     | Battu                                                     | Battu                                                     | Participation                                             |
| Villemur-sur-Tarn est répartie sur plusieurs cantons, cf. les résultats de ceux de .               |                                                           |                                                           |                                                           |                                                           |                                                           |                                                           |                                                           |
| 2001                                                                                               | %                                                         |                                                           |                                                           | %                                                         |                                                           |                                                           | indisponible %                                            |
| 2004                                                                                               | %                                                         |                                                           |                                                           | %                                                         |                                                           |                                                           | indisponible %                                            |
| 2008                                                                                               | 51,57 %                                                   | Jean-Marc Dumoulin                                        | UMP                                                       | 48,43 %                                                   | Catherine de Truchis                                      | PS                                                        | 75,84 %                                                   |
| 2011                                                                                               | %                                                         |                                                           |                                                           | %                                                         |                                                           |                                                           | indisponible %                                            |
| Élections départementales, résultats des deux meilleurs scores du dernier tour de scrutin.         |                                                           |                                                           |                                                           |                                                           |                                                           |                                                           |                                                           |
| Année                                                                                              | Élus                                                      | Élus                                                      | Élus                                                      | Battus                                                    | Battus                                                    | Battus                                                    | Participation                                             |
| Villemur-sur-Tarn est répartie sur plusieurs cantons, cf. les résultats de ceux de .               |                                                           |                                                           |                                                           |                                                           |                                                           |                                                           |                                                           |
| 2015                                                                                               | 26,46 %                                                   | Ghislaine Cabessut, Jean-Luc Raysseguier                  | PS                                                        | 51,43 %                                                   | Marie-Hélène Champagnac, Jean-Marc Dumoulin               | UMP                                                       | 58,89 %                                                   |
| 2021                                                                                               | %                                                         |                                                           |                                                           | %                                                         |                                                           |                                                           | %                                                         |
| Référendums.                                                                                       |                                                           |                                                           |                                                           |                                                           |                                                           |                                                           |                                                           |
| Année                                                                                              | Oui (national)                                            | Oui (national)                                            | Oui (national)                                            | Non (national)                                            | Non (national)                                            | Non (national)                                            | Participation                                             |
| 1992                                                                                               | 47,59 % (51,04 %)                                         | 47,59 % (51,04 %)                                         | 47,59 % (51,04 %)                                         | 52,41 % (48,96 %)                                         | 52,41 % (48,96 %)                                         | 52,41 % (48,96 %)                                         | 77,18 %                                                   |
| 2000                                                                                               | 73,75 % (73,21 %)                                         | 73,75 % (73,21 %)                                         | 73,75 % (73,21 %)                                         | 26,25 % (26,79 %)                                         | 26,25 % (26,79 %)                                         | 26,25 % (26,79 %)                                         | 38,60 %                                                   |
| 2005                                                                                               | 39,01 % (45,33 %)                                         | 39,01 % (45,33 %)                                         | 39,01 % (45,33 %)                                         | 60,99 % (54,67 %)                                         | 60,99 % (54,67 %)                                         | 60,99 % (54,67 %)                                         | 71,35 %                                                   |

### Administration municipale
Le nombre d'habitants au recensement de 2011 étant compris entre 5 000 habitants et 9 999 habitants au dernier recensement, le nombre de membres du conseil municipal est de vingt neuf,.

#### Quartiers
La commune a été découpée en plusieurs quartiers, afin de mettre un référent pour chacun d'entre eux, censé représenter les habitants de chaque quartier. Voici la liste de ces quartiers :
- Cité verte : quartier situé entre Magnanac et le centre-ville, qui abrite l'ancienne usine Molex, ainsi que de nombreux lotissements.
- Sayrac : hameau du sud du territoire communal, situé à proximité de Villaudric.
- Le Terme : hameau situé sur la route de Montauban.
- Magnanac : quartier abritant de nombreux lotissements, situé au carrefour entre les routes de Castres, Montauban, Fronton et le centre-ville.
- Parc de Calar : quartier situé au sud du centre-ville, abritant également le centre commercial et un lotissement.
- Rive droite : quartier historique de Villemur, situé le long du Tarn. Il abrite les principaux monuments historiques, comme les Greniers du Roy ou la Tour de Défense, ainsi que l'hôtel de ville et les principaux commerces.
- Saint-Exupéry : quartier situé le long de l'Avenue Saint-Exupéry, qui abrite surtout des HLM, le long du stade vélodrome.
- Côte du Born/Les Filhols : quartier le plus rural de Villemur, situé sur les coteaux, entre la côte de Le Born et le hameau des Filhols.

### Rattachements administratifs et électoraux
Villemur-sur-Tarn fait partie du canton de Villemur-sur-Tarn, dont il est le bureau centralisateur. Villemur est également rattaché à l'Arrondissement de Toulouse.
La ville fait partie, depuis 2010, de la Cinquième Circonscription de la Haute-Garonne, qui englobe le nord-est du département jusqu'à une petite partie nord de Toulouse. Avant le redécoupage, Villemur faisait partie de la Deuxième Circonscription de la Haute-Garonne.
Enfin, Villemur fait partie de la Communauté de Communes du Val'Aïgo, dont elle est également le bureau centralisateur. L'intercommunalité regroupe des communes de la Haute-Garonne situées entre Villemur-sur-Tarn et Bessières. C'est d'ailleurs la plus petite intercommunalité de Haute-Garonne.

### Politique environnementale
L'ensemble du centre-ville est desservi par les égouts de la commune.
La ville compte trois points de recyclage.
La collecte des déchets ménagers, plastiques ou verts est effectué par la Communauté de Communes de Val'Aïgo.
La déchetterie de la commune se trouve dans la zone d'activités de Pechnauquié, route de Castres.

### Jumelages
Villemur est jumelé avec les communes de :
- Fara in Sabina (Italie)
- La Seu d'Urgell (Espagne)

## Population et société

### Démographie
| 1793  | 1800  | 1806  | 1821  | 1831  | 1836  | 1841  | 1846  | 1851  |
| ----- | ----- | ----- | ----- | ----- | ----- | ----- | ----- | ----- |
| 4 320 | 5 488 | 5 587 | 5 627 | 6 063 | 5 565 | 5 472 | 5 472 | 5 314 |

| 1856  | 1861  | 1866  | 1872  | 1876  | 1881  | 1886  | 1891  | 1896  |
| ----- | ----- | ----- | ----- | ----- | ----- | ----- | ----- | ----- |
| 5 323 | 5 304 | 4 768 | 4 489 | 4 530 | 4 055 | 4 080 | 3 929 | 3 944 |

| 1901  | 1906  | 1911  | 1921  | 1926  | 1931  | 1936  | 1946  | 1954  |
| ----- | ----- | ----- | ----- | ----- | ----- | ----- | ----- | ----- |
| 3 951 | 3 909 | 3 255 | 2 891 | 3 008 | 2 907 | 3 038 | 3 595 | 3 691 |

| 1962  | 1968  | 1975  | 1982  | 1990  | 1999  | 2005  | 2006  | 2010  |
| ----- | ----- | ----- | ----- | ----- | ----- | ----- | ----- | ----- |
| 4 169 | 4 738 | 4 692 | 4 415 | 4 840 | 4 929 | 5 078 | 5 137 | 5 654 |

| 2015  | 2020  | 2022  | - | - | - | - | - | - |
| ----- | ----- | ----- | - | - | - | - | - | - |
| 5 873 | 6 105 | 6 235 | - | - | - | - | - | - |

| selon la population municipale des années : | 1968 | 1975 | 1982 | 1990 | 1999 | 2006 | 2009 | 2013 |
| Rang de la commune dans le département      | 9    | 16   | 22   | 24   | 33   | 34   | 35   | 37   |
| Nombre de communes du département           | 592  | 582  | 586  | 588  | 588  | 588  | 589  | 589  |

Avant 1907, Villematier était une section de la commune de Villemur-sur-Tarn, d'où une baisse de population après 1906.

### Enseignement
Villemur-sur-Tarn fait partie de l'académie de Toulouse.
L'éducation est assurée dans la commune par deux groupes scolaires, Anatole France et Jules Michelet (classes maternelle et primaire), et par le collège Albert Camus. Le collège est d'ailleurs passé en avril 2017 à la télévision italienne sur RAI dans l'émission le GT ragazzi, et dans La Dépêche du Midi au mois de mai, à la suite de leur apparition télévisée.
Les lycées les plus proches sont :
- Le lycée général Pierre Bourdieu de Fronton, situé à 10,5 km
- Le lycée général et technologique agricole d'Ondes, situé à 20,5 km
- Le lycée privé L'Oustal de Montastruc-la-Conseillère, situé à 21 km
- Le lycée général, technologique et professionnel Antoine Bourdelle de Montauban, situé à 26 km.

### Santé
Villemur compte quelques médecins généralistes, ainsi que deux cabinets médicaux, situés en centre-ville. On compte également quelque trois pharmacies en centre-ville.
Les principaux centres hospitaliers les plus proches sont situés sur Montauban, Toulouse ou Saint-Sulpice. Cependant, on compte deux cliniques spécialisées à proximité, qui sont situées à Bondigoux et à Fronton, ainsi qu'un médecin urgentiste à Saint-Alban.

### Sports
Club de rugby à XV, l'Association sportive villemurienne évolue dans le Championnat de France de 1re série pour la saison 2019-2020.
La Ronde de Villemur, association sportive de course à pied.
Le parc des sports comprend un ancien vélodrome (où Marion Clignet s'est entraîné en vue de battre le record de l'heure), à l'intérieur duquel se trouve le terrain de rugby. Une piscine avec deux bassins (dont un de 25 m) est à l'abandon depuis une vingtaine d'années.
La commune possède une piscine de plein air publique : la piscine de Bernadou.
Une piste cyclable et terrestre, ancienne voie ferrée, réservée aux piétons et aux vélos, et appelée "voie verte", relie Villemur-sur-Tarn à La-Magdelaine-sur-Tarn.

### Médias
La mairie émet un bulletin d'informations mensuel.
Villemur est couverte par le journal La Dépêche du Midi et son édition locale nord-est de la Haute-Garonne, ainsi que par l'édition Toulouse Métropole de France 3 Occitanie.

### Cultes
La commune comprend quatre églises catholiques sur son territoire : l'église Saint-Michel, située dans le centre historique, pas loin de l'hôtel de ville, ainsi que trois autres églises situées à Magnanac, Sayrac et Le Terme.
Le culte protestant se célèbre à l'église évangélique.

## Économie

### Revenus de la population et fiscalité
En 2014, le revenu fiscal médian par ménage était de 19 249 €, chiffre plutôt faible par rapport aux communes voisines. 49,2% des ménages fiscaux étaient alors imposés.

### Emploi
En 2015, la population âgée de 15 à 64 ans s'élevait à 3 502 personnes, parmi lesquelles on comptait 76 % d'actifs dont 65,4 % ayant un emploi et 10,6 % de chômeurs.
On comptait 2 468 emplois dans la zone d'emploi, contre 2 386 en 2010. Le nombre d'actifs ayant un emploi résidant dans la zone d'emploi étant de 2 317, l'indicateur de concentration d'emploi est de 106,5 %, ce qui signifie que la zone d'emploi offre un peu plus d'un emploi pour un habitant actif.

### Entreprises et commerces
Au 31 décembre 2015, Villemur-sur-Tarn comptait 562 établissements : 39 dans l’agriculture-sylviculture-pêche, 28 dans l'industrie, 66 dans la construction, 330 dans le commerce-transports-services divers et 99 étaient relatifs au secteur administratif. En 2016, 41 entreprises ont été créées à Villemur-sur-Tarn, dont 30 par des autoentrepreneurs.

#### Agriculture

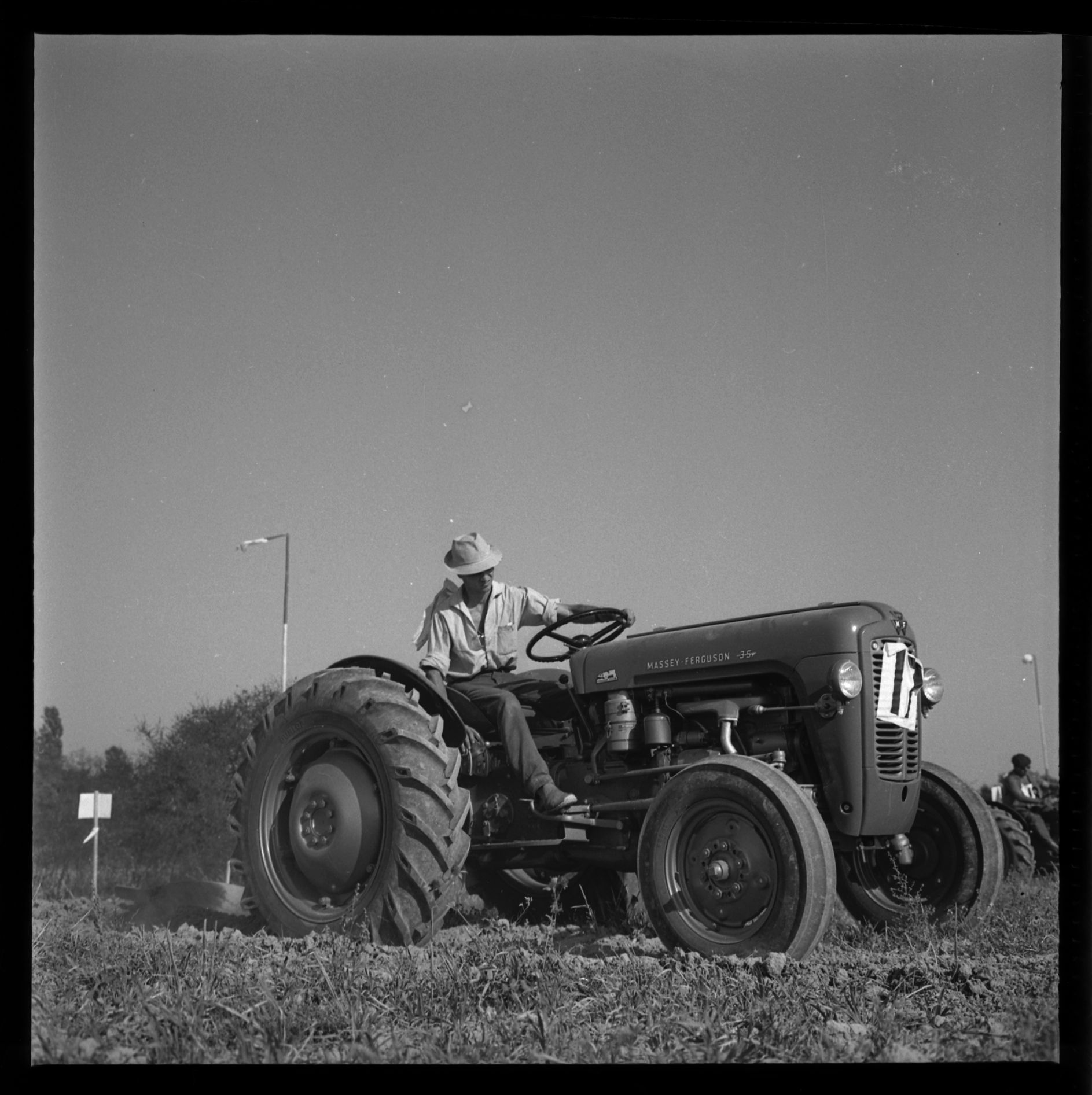
Concours départemental de labour à Villemur en septembre 1961.

Villemur-sur-Tarn est une commune agricole : la ville fait partie de l'AOC Fronton. La ville possède également de nombreux champs, plus particulièrement au sud, en direction de Toulouse, où il y a un grand espace moins peuplé, ainsi qu'au nord-ouest, sur la route de Montauban, au niveau des lieux-dits du Terme et de Sainte-Raffine.

#### Industrie
La commune compte une zone d'activité, la zone d'activité de Pechnauquié. Elle est située au sud de la ville, le long de la RD630, sur la route de Castres. Cette zone d'activité abrite 25 entreprises environ, dont un des sites de l'entreprise Labinal, une entreprise spécialisée dans l'aéronautique. La zone d'activités abrite aussi la déchetterie de la Communauté de Communes de Val'Aïgo, même si une grande partie des activités exercées dans la zone sont de l'ordre du commerce et des services.

##### Molex
En 1941, Villemur, alors en zone libre, accueille la Société Générale d'Equipements, entreprise parisienne spécialisée dans l'équipement électrique des avions. La proximité des usines d'aviation de Toulouse (Latécoère, Dewoitine...) facilite cette implantation.  Après-la guerre elle se diversifie et se spécialise  dans l'équipement électrique pour l'automobile, le câblage pour l'aviation et le petit électro-ménager. Les effectifs progressent jusqu'à dépasser les 1 000 personnes à partir de 1960 jusqu'au milieu des années 1980 où le déclin va s'entamer. La SGE prend d'abord le nom de Labinal avec qui elle a fusionné. En 2000, la Snecma (devenue depuis Safran après une fusion avec Sagem en 2005) rachète Labinal, essentiellement pour ses activités aéronautiques. L'activité automobile est réorganisée à travers une filiale Cinch, spécialisée dans les connecteurs. Soucieux de se désengager du secteur automobile, Snecma vend Cinch à Molex - son principal concurrent-, cession qui inclut l'usine de Villemur (335 salariés), le siège dans les Yvelines (80 salariés) et 3 unités de production en Inde, Chine et Portugal (155 salariés). Rapidement, Molex réorganise sa production en fermant ses sites indiens et portugais. Puis c'est au tour de l'usine villemurienne de subit le même sort en 2009.
L'activité aéronautique (550 salariés) de Labinal est conservée à Villemur mais moyennant la construction d'une nouvelle usine au nord de la ville sur la route de Castres.

#### Activités de services
On compte de nombreux commerces dans la commune. Les principaux pôles commerciaux de la commune sont celui du centre-ville et de la zone d'activité de Pechnauquié. On compte également un centre commercial, situé sur la rue Pierre Marchet, à proximité directe du centre-ville, dans le quartier du parc de Calar. 

## Culture locale et patrimoine

### Lieux et monuments

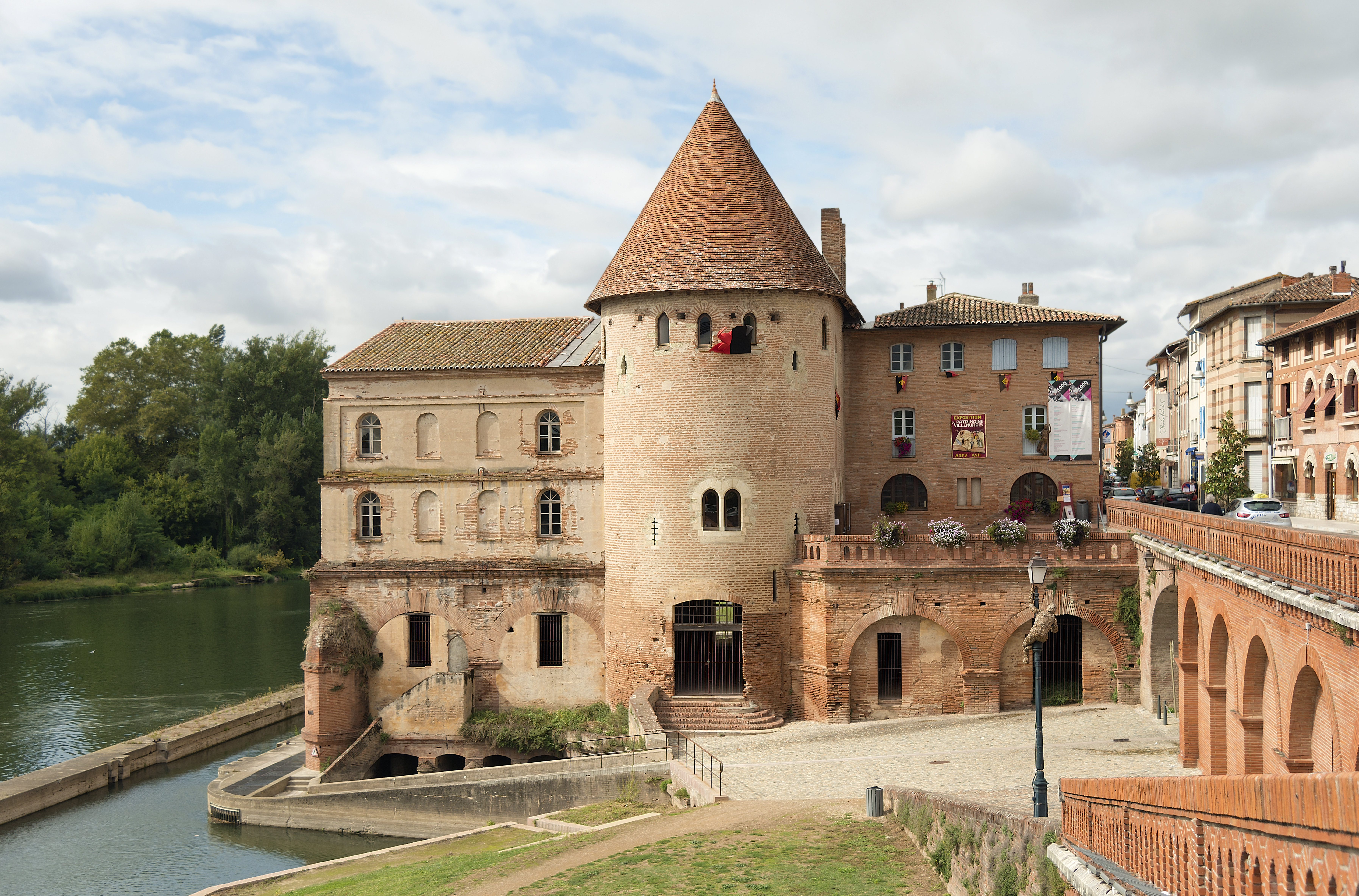
La tour de Défense ou tour du moulin.
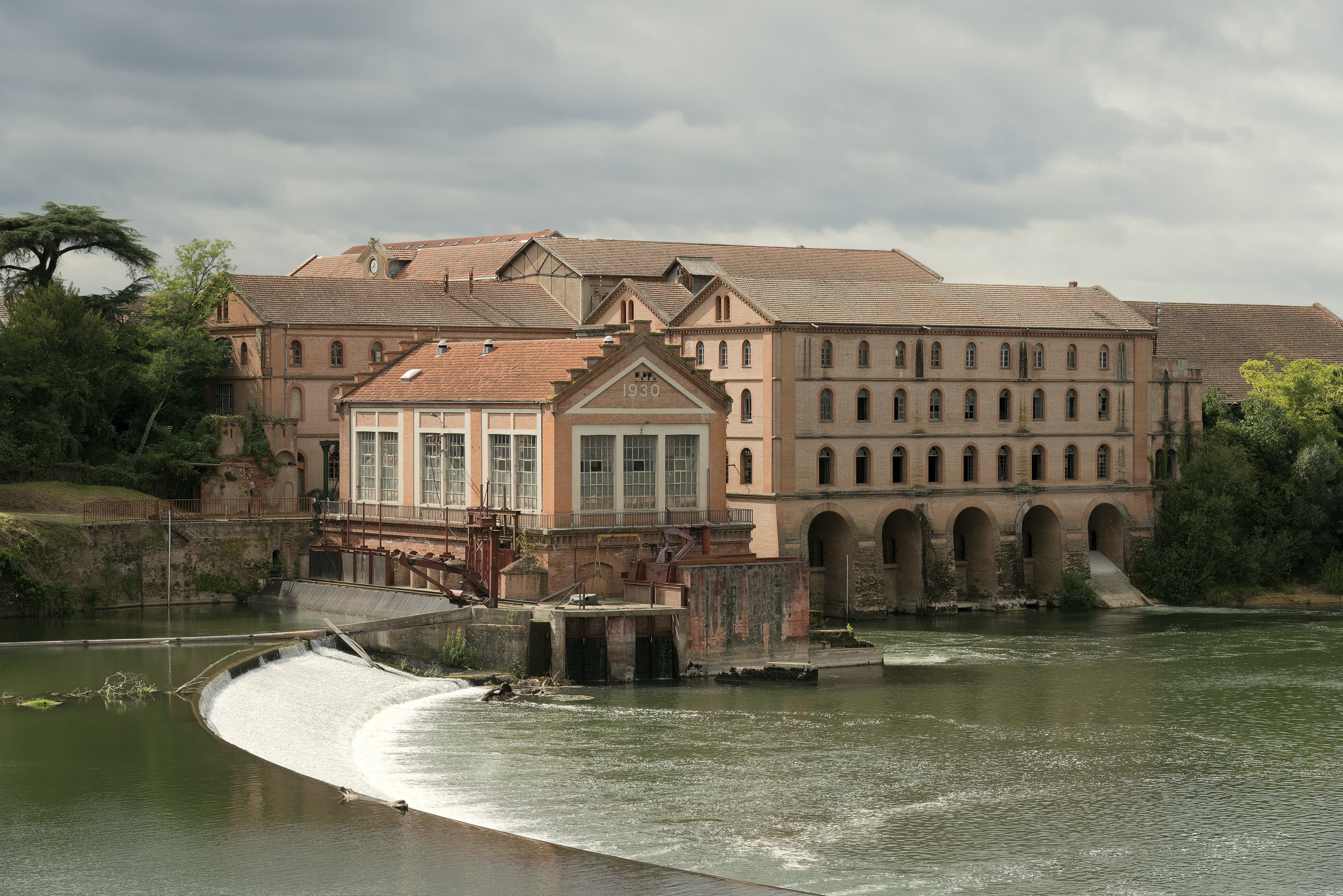
Ancienne usine de pâte alimentaire Brusson.
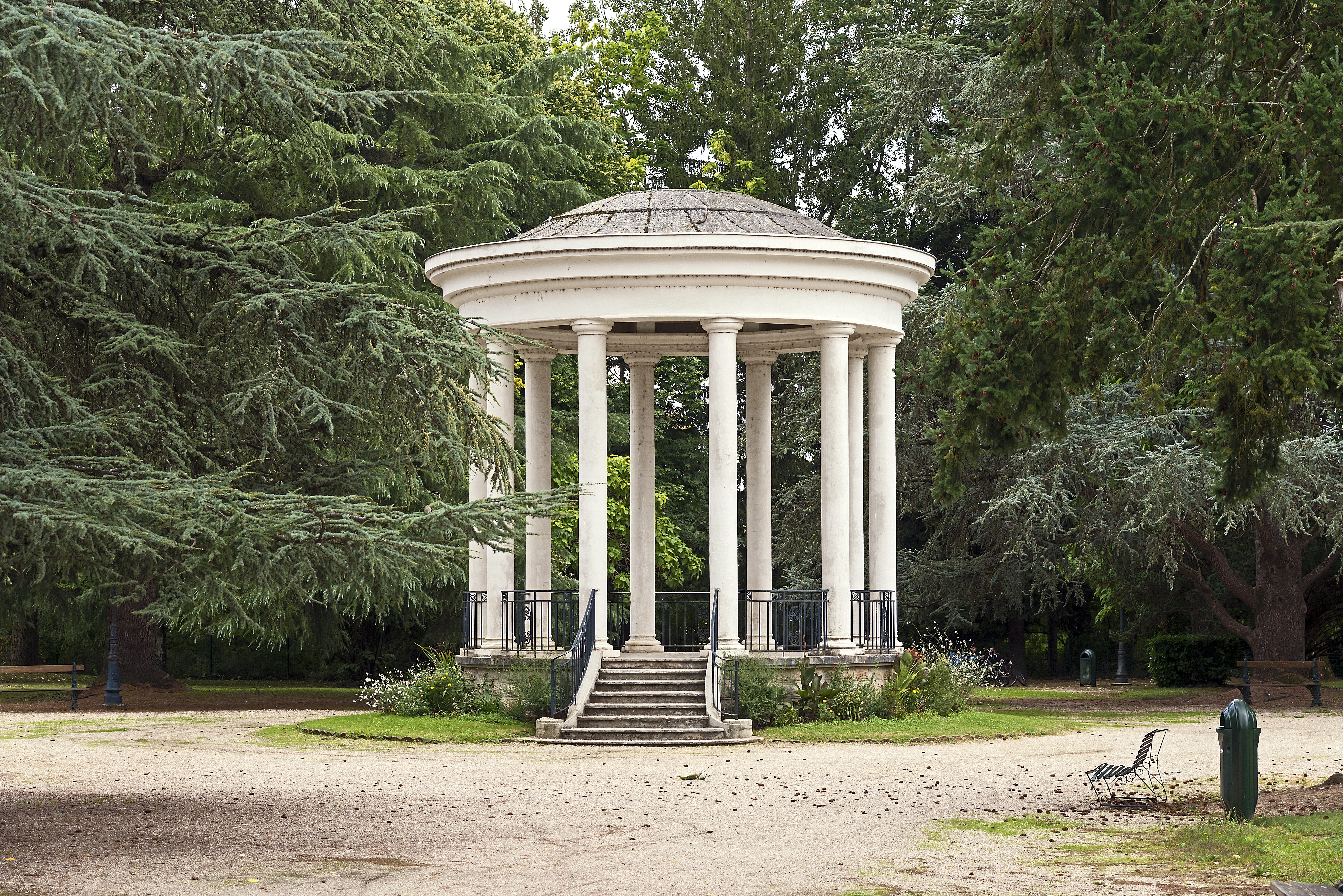
Le kiosque à musique.
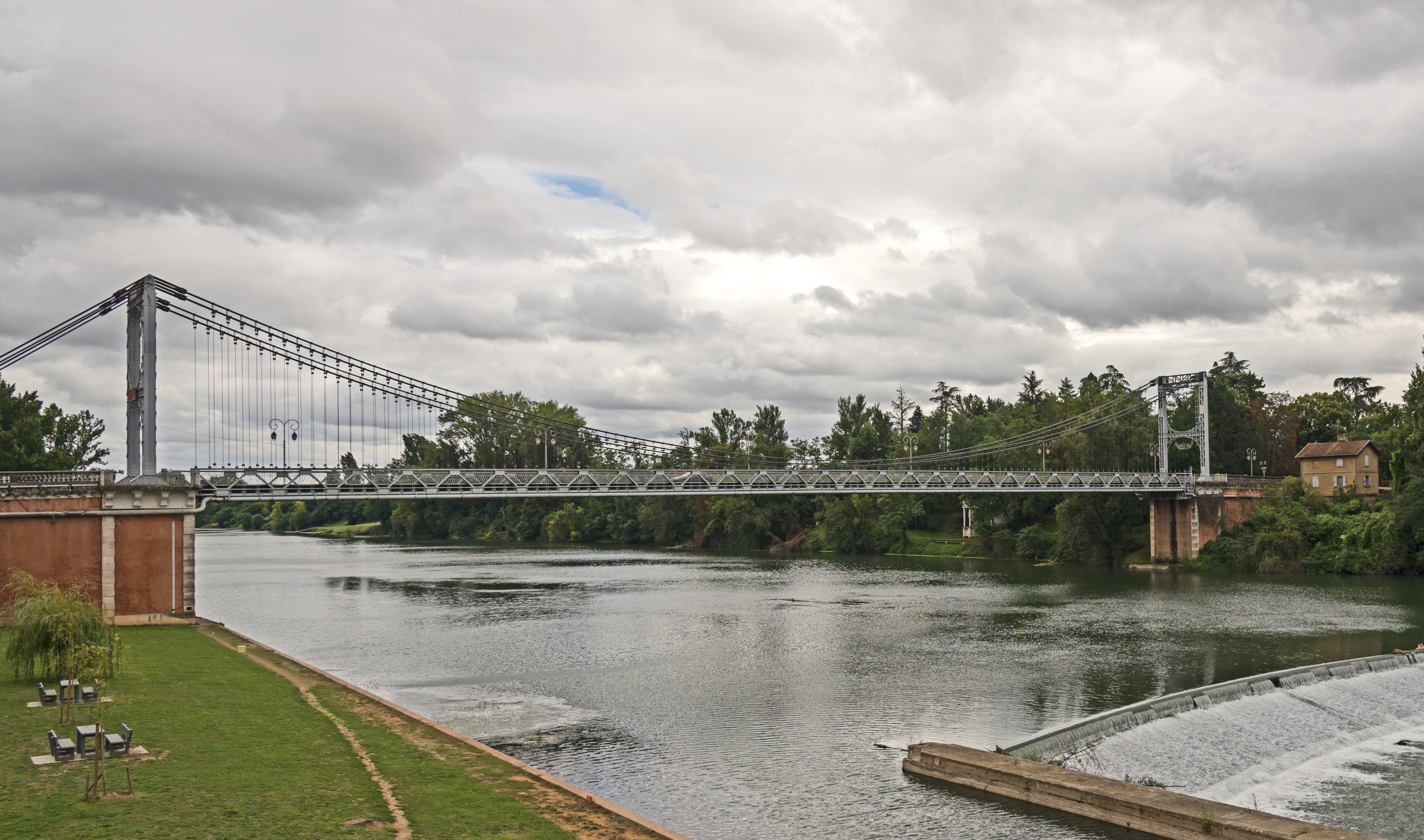
Le pont suspendu.

#### La tour de Défense
La tour de défense est bâtie en brique sur deux étages et haute de 30 m. Sa construction date du XIIIe siècle et a bénéficié de divers aménagements aux siècles suivants. La tour interdisait l’accès au gué dans le système de défense de la ville. Elle fermait les remparts au sud-est.
Sa fonction militaire perdure après le démantèlement des remparts jusqu'en 1631. La partie basse abritait le moulin seigneurial. Celui-ci sera remplacé par un foulon pour les draps de laine au XVIIe siècle. Au XIXe siècle, il est remplacé par trois paires de meules à moudre le grain. Ces aménagements sont encore visibles dans les soubassements de la tour. C'est dans ces lieux que la famille Brusson commença à fabriquer ses premières pâtes alimentaires en 1872, avant de construire l’usine de pâte en face de la tour sur la rive gauche du Tarn.

#### Usine Brusson
Entre 1877 et 1910, une vaste usine utilisant l’énergie hydraulique du Tarn s'installe en rive gauche sur un site occupé par une usine métallurgique et un moulin. Brusson exploite un nouveau créneau industriel : la fabrication des pâtes alimentaires. L'usine comptera jusqu'à 700 salariés. La centrale hydroélectrique, en fonctionnement en 1895, permettra d'avoir l'électricité en ville avant la préfecture toulousaine.
Si l'usine de pâtes a périclité, l'usine hydroélectrique fonctionne toujours. D'une puissance de 900 kW, elle est composée de cinq turbines : 2 Kaplan et 3 Francis.

#### Greniers du Roy
Les greniers du Roy sont construits au début du XVIIe siècle par le duc de Lesdiguières. Le bâtiment est construit en briques de terre cuite caractéristiques du pays toulousain. Les greniers reviennent au roi Louis XIII en 1621.

#### Le pont suspendu
Un premier pont suspendu avait été érigé en 1834, avec une pile centrale. Le 4 mars 1930, la pile s'effondre sous les coups de boutoir des flottants transportés par la plus forte crue du Tarn, et le pont est emporté. Lors des étiages du Tarn, on voit encore les restes de cette pile au fond du lit sous le nouveau pont suspendu.
Le nouveau pont, dont les travaux ont été confiés à la Société G. Leinekuel Le Cocq et fils, a été inauguré le 7 janvier 1931 à 11 heures du matin par Paul Marchandeau en présence du docteur Urbain Vignères,
maire-adjoint, remplaçant Charles Ourgaud, maire et président du conseil général de la Haute Garonne, souffrant ce jour-là, et en présence de Jean-Baptiste Amat, député du département de la Haute-Garonne ;
Ce pont est aujourd'hui la propriété du conseil départemental.

#### Le Terme

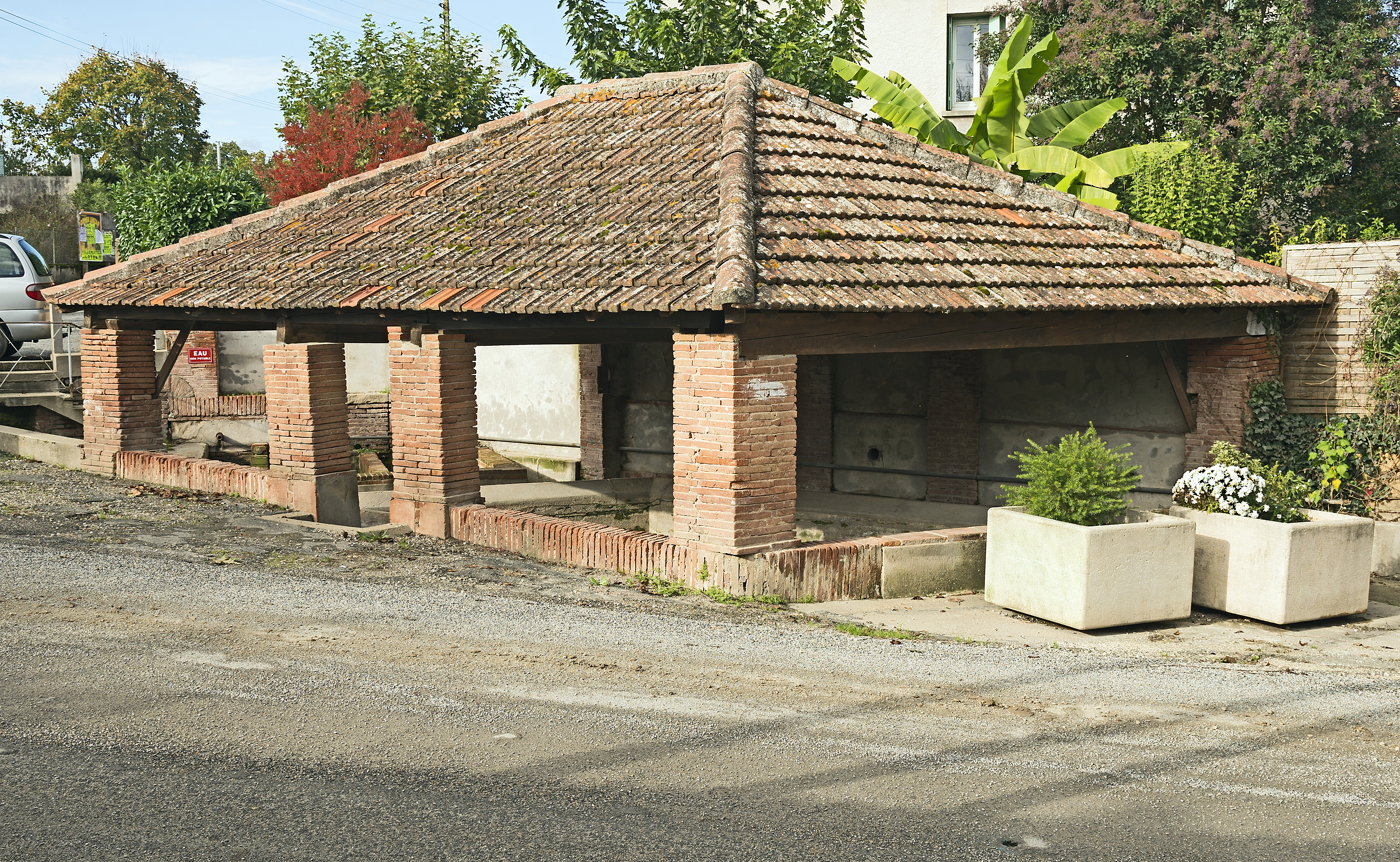
Le Terme, lavoir du XIXe siècle.

Le lavoir du Terme date du XIXe siècle.

### Patrimoine culturel
La commune compte une médiathèque-ludothèque, située à côté de l'hôtel de ville.
Le château de la Garrigue, à proximité du lieu-dit Sayrac, fait régulièrement office de salle de spectacle avec une capacité de 700 personnes.
Il n'existe pas de musée dans la commune, mais l'office du tourisme organise occasionnellement des visites guidées de monuments de la commune.

### Patrimoine naturel
L'ensemble du Tarn étant protégé, celui-ci est protégé en tant que patrimoine naturel. On remarque également quelques forêts sur le coteau nord de la commune, qui sont également qualifiées comme « à préserver ».

### Personnalités liées à la commune
- Henri IV, roi de France est passé à Villemur.
- Antoine Scipion de Joyeuse.
- Arnaud de La Vie de Villemur, vicomte de Villemur.
- Arnaud de Villemur
- Léon Eeckhoutte, maire de Villemur-sur-Tarn de 1947 à 1995 et président du conseil général de 1966 à 1988.
- Gabriel Lespinasse de Saune (1848-1939), mort et enterré à Sayrac, capitaine de vaisseau, commandait l'Isère pour le transport de la statue de la Liberté de Rouen à New York[94].
- Henri Lespinasse de Saune (1850-1929), jésuite, évêque à Madagascar[94].
- Pierre Larroque (1915-2005), homme politique français mort à Villemur-sur-Tarn.
- Julien Guirado (1991-...), candidat de téléralité[95].
- Jean Henri Bonneval La Trobe ;
- Auguste Arribat ;
- Julien Almansa ;

### Héraldique
| Villemur-sur-Tarn | Son blasonnement est : De gueules au mur crénelé d'argent, maçonné de sable, surmonté d'un croissant d'argent également et accompagné de trois étoiles d'or ; au chef cousu d'azur chargé de trois fleurs de lys aussi d'or. |

## Pour approfondir